# Nord-Ostsee-Kanal
Der Nord-Ostsee-Kanal (NOK; internationale Bezeichnung Kiel Canal, in Deutschland bis 1948 auch Kaiser-Wilhelm-Kanal) verbindet die Nordsee (Elbmündung) mit der Ostsee (Kieler Förde). Im Jahre 1887 erfolgte die Grundsteinlegung und 1895 die Eröffnung der kleinen Doppelschleusen in Brunsbüttel und Holtenau. Die großen Doppelschleusen in Brunsbüttel und Holtenau wurden 1914 eröffnet. Der Nord-Ostsee-Kanal ist eine Bundeswasserstraße und die meistbefahrene künstliche Seeschifffahrtsstraße der Welt.
Pro Jahr passieren knapp 30.000 (2023: 26.659, 2022: 26.882, 2021: 27.293, 2020: 25.247, 2019: 28.797, 2018: 30.009) Schiffe den Kanal.

Er durchquert auf seiner Länge von 98 Kilometern das Land Schleswig-Holstein zwischen Brunsbüttel und Kiel-Holtenau. Damit erspart er die Fahrt um die Kimbrische Halbinsel (Jütland) durch Nordsee, Skagerrak und Kattegat. Mit dem Kanal ist die Wegstrecke je nach Abfahrts- und Zielhafen im Schnitt 250 Seemeilen (rund 460 km) kürzer.
Die erste Verbindung zwischen Nord- und Ostsee für seegängige Schiffe war der 1784 in Betrieb genommene und 1853 in Eiderkanal umbenannte Schleswig-Holsteinische Canal.

## Orthographie
Gemäß der amtlichen Regelung der deutschen Rechtschreibung aus dem Jahr 2024 für die Durchkopplung nach § 81 ist die Schreibweise Nord-Ostsee-Kanal korrekt. Die Alternative Nordostseekanal war 1926 nach Konrad Duden, 1933 nach Meyers Kleinem Lexikon und 1935 auch nach dem Sprach-Brockhaus verbindlich; noch 1964 beziehungsweise 1965 schrieben ein Handlexikon sowie ein Schüler-Lexikon ebenfalls Nordostseekanal. Beide Orthographie-Varianten gelten heute (ebenso wie der ursprüngliche Name Nord-Ostsee-Canal) als Falschschreibung.

## Beschreibung
Der Kanal hat auf seiner kompletten Länge denselben Wasserstand und gehört damit zu den spiegelgleichen Seekanälen. Er wird an beiden Enden durch Schleusen gegen die wechselnden Wasserstände, verursacht durch den Gezeitengang der Nordsee bzw. einen Windstau im Bereich der Ostsee, abgeschlossen. Die Endpunkte befinden sich in Brunsbüttel an der Unterelbe (km 0,38) und in Kiel-Holtenau an der Kieler Förde (km 98,64). Der Wasserweg dazwischen ist 98,26 km lang, die Luftlinie 85,5 km. Die Gewässerkennzahl 5978 ordnet den Kanal offiziell dem Flusssystem der Elbe zu.
Der Kanal passiert verschiedene Landschaftszonen Schleswig-Holsteins. Zunächst durchquert er die Marsch und durchschneidet dann einen Geestrücken. Auf dieser Strecke orientiert sich der Verlauf des Kanals zwischen Burg (Dithmarschen) und Schafstedt am Verlauf der Holstenau und von Kilometer 41 bis über Rendsburg hinaus dann an der Eiderniederung, in deren Flussbett er nordöstlich von Rendsburg verläuft. Dann erreicht der Kanal das östliche Hügelland. Zwischen Rendsburg, der wichtigsten Hafenstadt im Verlauf des Kanals, und Kiel bildet der Kanal die Grenze zwischen den Landesteilen Schleswig und Holstein.
Bei Kilometer 40,66 zweigt seit 1937 nach Norden der Gieselaukanal als Verbindung zur Untereider ab. Zum Nord-Ostsee-Kanal gehören als Bundeswasserstraßen noch auf seiner Nordwestseite der Borgstedter See mit Enge nordöstlich von Rendsburg sowie auf seiner Südseite der Flemhuder See bei Kilometer 85,32 und der Achterwehrer Schifffahrtskanal bei Kilometer 85,63. Bis 1913 mündete die Obereider durch den Flemhuder See, seitdem fließt das Wasser durch den Achterwehrer Schifffahrtskanal in den Nord-Ostsee-Kanal ein. Etwa 1200 Quadratkilometer des ursprünglichen Einzugsgebiets der Eider entwässern in den Nord-Ostsee-Kanal. Bis 2008 gehörte die seeartig erweiterte Obereider zwischen Nord-Ostsee-Kanal und Rendsburg zum Kanal.
Der Kanal entwässert insgesamt ein Gebiet von 1580 Quadratkilometer, wovon 250 Quadratkilometer durch Schöpfwerke künstlich entwässert werden. Dabei fließen zwischen 4 m³/s und 190 m³/s in den Kanal, im Schnitt sind es 20 m³/s. Das Wasser fließt vor allem bei Brunsbüttel in die Elbe, die hier dem Tideeinfluss der Nordsee unterliegt.
Im Unterschied zu flacheren Binnenkanälen sind im Nord-Ostsee-Kanal nur die Uferbereiche zwischen einem Meter über und bis zu zwei Metern unter dem Wasserspiegel zum Schutz befestigt. Hier liegen 15 bis 50 Kilogramm schwere Steine auf einer 30 bis 50 Zentimeter dicken Kiesschicht. Bei weichen Untergründen wie Torf oder Klei liegen diese auf einer Buschmatte, um das Gewicht optimal zu verteilen. Um den Kanal schiffbar zu halten, werden jährlich 6½ Millionen m³ Nassschlick in Brunsbüttel ausgebaggert, im restlichen Kanal noch einmal 100.000 m³ Erosionsmaterial. Der Einsatz der Baggerschiffe birgt dabei zum einen ein Kollisionsrisiko für den Schiffsverkehr, zum anderen scheint insbesondere der Einsatz von Saugbaggern die Ökologie des Kanals zu stören.
Acht Straßen und vier Eisenbahnstrecken überqueren den Nord-Ostsee-Kanal auf insgesamt zehn Brücken, dreizehn Fahrzeug- und eine Personenfähre ermöglichen den Transport auf die andere Seite, und bei Rendsburg existieren seit 1961 ein Straßen- und ein Fußgängertunnel. Bekannt ist die in Rendsburg befindliche Eisenbahnhochbrücke mit der darunter hängenden Schwebefähre. Alle Brücken haben die gleiche Durchfahrtshöhe von 42 Metern für die Schifffahrt, weil der Kanal beim Bau für die Linienschiffe der Deutschland-Klasse der Kaiserlichen Marine ausgelegt wurde.

### Abmessungen des Kanals
| Länge                             | 98,26 km                            |
| Breite im Wasserspiegel           | 162 m (auf Oststrecke noch 102,5 m) |
| Breite in der Sohle               | 90 m (auf Oststrecke noch 44 m)     |
| Wassertiefe                       | 11 m                                |
| Höhe der Brücken über Wasserlinie | 42 m                                |

Maximal erlaubte Schiffsabmessungen siehe Abschnitt Verkehrsvorschriften.
Auf beiden Ufern wird der Kanal von Masten gesäumt, die fortlaufend im Abstand von 250 m aufgestellt und mit der Kanalkilometrierung (beginnend in Brunsbüttel) beschildert sind. An der Spitze der Masten sind Leuchten angebracht, sodass ihre Position auch im Dunkeln erkennbar ist.

### Schleusen
Die Schleusen an beiden Enden des Kanals, sowohl in Brunsbüttel (Kanalkilometer 1,5) als auch in Kiel-Holtenau (km 98,0), haben jeweils zwei kleine Schleusenkammern (Alte oder Kleine Schleuse) und zwei große Schleusenkammern (Neue oder Große Schleuse). Aufgrund des mittlerweile hohen Alters der Schleusen wurde in Brunsbüttel eine fünfte Schleusenkammer geplant. Der Bau der fünften Schleusenkammer wurde 2014 auf der Schleuseninsel zwischen den Kleinen und den Großen Schleusen begonnen. Der Bauvertrag sah eine siebenjährige Bauzeit vor. Am 11. April 2014 wurden für 485 Mio. Euro die Bauaufträge erteilt. Im Herbst 2018 ging aus einem Bericht des Bundesverkehrsministeriums an den Haushaltsausschuss des Bundestages hervor, dass nun mit einer Freigabe der fünften Schleusenkammer erst frühestens im Jahr 2024 zu rechnen sei und dass die Gesamtkosten dafür inzwischen 800 Millionen Euro betragen würden.
Nach wiederholt vorkommenden kurzfristigen Sperrungen von einzelnen Schleusenkammern wegen immer wieder erforderlicher Reparaturarbeiten an den Schleusenanlagen mussten in Brunsbüttel am 6. März 2013 beide Kammern der Großen Schleuse für acht Tage gesperrt werden, um ein defektes Schleusentor gegen ein repariertes zu tauschen. Auch bei der Kleinen Schleuse war nur eine Kammer betriebsbereit. Während dieser Arbeiten war der Kanal für Schiffe über 125 Meter Länge nicht befahrbar. Diese Schiffe mussten während der Sperrung den Umweg durch das Skagerrak nehmen.
Laut Branchenangaben habe dies Mehrkosten von 70.000 Euro pro Schiff verursacht. Bis zum 14. März 2013 kam die Notreparatur der südlichen Kammer der Großen Schleuse so weit voran, dass sie wieder genutzt werden und die Längenbeschränkung aufgehoben werden konnte. Am 14. März 2013 waren zwei von vier Schleusenkammern gesperrt, die Reparaturarbeiten dauerten an.
Im Jahr 2013 wurden die Bundesmittel für den Kanal von 60 auf 11 Millionen Euro gekürzt.
Die folgende Tabelle zeigt einige technische Daten der Schleusenkammern in Brunsbüttel und Kiel-Holtenau.
|                 | Kleine Doppelschleuse Brunsbüttel und Holtenau         | Große Doppelschleuse Brunsbüttel und Holtenau                                                                                 | Neue Schleuse Brunsbüttel (5. Kammer, im Bau) |
| --------------- | ------------------------------------------------------ | --- | --------------------------------------------- |
| Inbetriebnahme  | 1895                                                   | 1914 | 2026                                          |
| Nutzlänge       | 125 m                                                  | 310 m | 330 m                                         |
| Nutzbreite      | 22 m                                                   | 42 m | 42 m                                          |
| Drempeltiefe    | in Brunsbüttel NHN −10,2 m in Kiel-Holtenau NHN −9,8 m | NHN −14,0 m | NHN −14,0 m                                   |
| Tore            | Stemmtore je Kammer 2 Ebb- und 2 Fluttore              | je Kammer 3 Schiebetore; das Mitteltor (zugleich Reservetor) ermöglicht in einer verkürzten Kammer eine schnellere Schleusung | Schiebetore                                   |
| Füllung         | durch 2 Seitenkanäle mit je 12 Stichkanälen            | in Brunsbüttel durch Torumläufe in Holtenau durch zwei Seitenkanäle mit je 29 Stichkanälen                                    | durch Füllschütze in den Toren                |
| Schleusungszeit | etwa 30 Minuten                                        | etwa 45 Minuten | noch unbekannt                                |

## Geschichte

### Vorgeschichte (bis 1886)

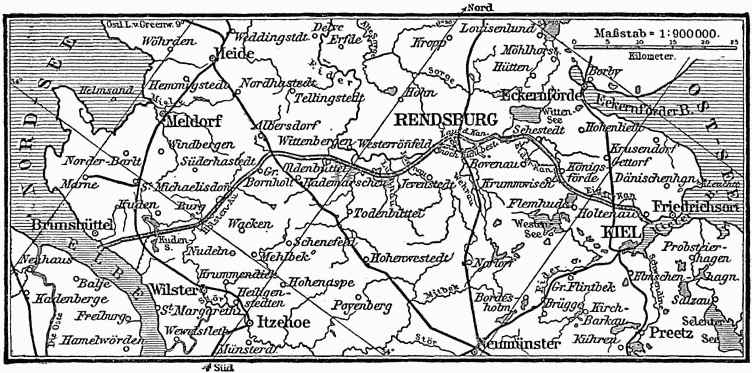
Historische Karte des Nord-Ostsee-Kanals

Erste Pläne für einen Kanal quer durch das heutige Schleswig-Holstein reichen wahrscheinlich bis in das 7. Jahrhundert zurück. Von der damals blühenden Handelsstadt Haithabu an der Schlei waren zwischen der Ostsee und der Nordsee nur 16 Kilometer Landweg zu überbrücken, denn die hier fließende Treene mündet über die Eider in die Nordsee. Die Waren und die leichten Schiffe der Wikinger wurden über diese Landbrücke von Ochsen getragen bzw. gezogen.
Durch die spätere Verlagerung des Handels in Schleswig-Holstein nach Lübeck wurde dieser Plan jedoch obsolet. Im 14. Jahrhundert entstanden der Stecknitzkanal und im 16. Jahrhundert der Alster-Beste-Kanal, die jedoch nicht für Seeschiffe bestimmt waren.
Der direkte Vorläufer des Nord-Ostsee-Kanals war der Eiderkanal, den der dänische König Christian VII. von 1777 bis 1784 errichten ließ. Er begann in Holtenau bei Kiel und mündete bei Rendsburg in die Eider, die bei Tönning die Nordsee erreicht. Jedoch dauerte eine Fahrt durch Kanal und Eider noch drei bis vier Tage.
Eine ausführliche Abwägung möglicher Streckenführungen samt einer Hochrechnung der Kosten und des Nutzens eines Kanalbaus bot das 1863 im Verlag der Buchhandlung Heiberg in Schleswig anonym erschienene Buch Durchstich der Holsteinischen Landenge zwischen Ostsee und Nordsee. Den Anstoß dafür gab die „Projectirung einer Canalanlage durch Holstein von der Elbmündung … bis zur Ostsee“, die das Königlich-Dänische Ministerium für die Herzogtümer Holstein und Lauenburg 1862 in Auftrag gegeben hatte. 1864, zu Beginn des Deutsch-Dänischen Krieges, erteilte der preußische Kanzler Otto von Bismarck den Auftrag, Ermittlungen über eine Verbindung zwischen Nord- und Ostsee anzustellen, „welche alle Kriegs- Handels- und Dampfschiffe gut passieren können“. Der deutschen Flotte sollte die Möglichkeit gegeben werden, „jederzeit von der Ostsee in die Nordsee zu gelangen, ohne unter dänischen Kanonen passieren zu müssen“. Damit wurde der zunächst vorrangig militärisch-strategische Nutzen deutlich angesprochen. Die Generäle Moltke und Albrecht von Roon sprachen sich allerdings gegen das von Bismarck forcierte Projekt aus. Generalstabschef Helmuth Karl Bernhard von Moltke verfasste sogar das Pamphlet Rede gegen den Kanalbau.
In dieser Zeit existierten zur Streckenführung mehrere Vorschläge. Der Königlich-Preußische Oberbaurat Carl Lentze legte, von ihr dazu beauftragt, 1865 seiner Regierung eine Denkschrift über den Entwurf zum Bau eines Schifffahrts-Canals zur Verbindung mit der Nordsee von der Eckern-Föhrde nach der Elbe bei St. Margarethen vor. Seine vorgeschlagene Trasse hatte (von Ost nach West) folgenden Verlauf: Eckernförder Bucht – Goossee – Holtsee – Eider zwischen Gut Steinwehr und Wittenbergen – Sankt Margarethen. Lentze folgte damit im Wesentlichen einem der Entwürfe von Wasserbaudirektor Karl Adolf Heinrich von Christensen und seinem Bruder, dem damaligen Deichinspektor Ernst Johann Friedrich von Christensen aus dem Jahre 1848. Die beiden Brüder hatten aber mehrere Entwürfe angefertigt, von denen einer der Trassierung des später gebauten Kanals nahe kam, ein weiterer etwas südlicher verlief (Kiel-Wik (nicht Holtenau!) – Westensee – Burg – Bereich Brunsbüttel / Sankt Margarethen). Der Deichinspektor Hermann Petersen und ihm nachfolgend der niederländische Ingenieur Thomas Joannes Stieltjes sen. prüften von 1848 bis 1866 im gemeinsamen Auftrag der Städte Husum, Schleswig und Eckernförde die Möglichkeit der Verwirklichung damals bereits alter Vorschläge (1761 Kapitän von Justi im Auftrag des dänischen Statthalters Karl von Hessen-Kassel; 1774 Offizier von Wegener auf Befehl des dänischen Königs) einer Kanalquerung zwischen Eckernförde und Husum. Stieltjes angedachte Streckenführung, die er 1866 in seiner Denkschrift über einen Kanal zur Verbindung der Nordsee mit der Ostsee im Auftrag des Canal-Comitees aus den Städten Husum, Schleswig und Eckernförde publizierte, verlief von Eckernförde über Windebyer Noor – Schlei von Borgwedel bis Schleswig – Hollingstedt – in einem Südbogen (im Gegensatz zu Petersen: Nordbogen) nach Husum. Unter den weiteren Projektierungen gab es die Vorschläge, den Kanal von Haffkrug über Segeberg nach Sankt Margarethen zu führen (Hansen/Krönke 1860, 1863) oder von Flensburg zur Nordsee bei Scherrebek (1868). Die zuletzt bis 1887 offene Frage zur Streckenführung war: Kiel oder Eckernförde als Ostendpunkt.
Im Jahre 1873 schien das Projekt gescheitert. Doch Bismarck fand Verbündete: 1878 legten der Hamburger Reeder Heinrich Dahlström – auch „Kanalström“ genannt – und der Wasserbauinspektor Fritz Boden einen Plan für einen Kanal vor, der weitgehend entlang der heutigen Streckenführung von Kiel-Holtenau nach Brunsbüttel führen sollte. Bismarck gelang es in der Folge, Kaiser Wilhelm I. zu gewinnen. 1883 erließ dieser den Auftrag, Beratungen über einen Kanal anzustellen, und zwar ausdrücklich „mit den für die Flotte notwendigen Ausmaßen“. Die Brüder Georg Franzius und Ludwig Franzius sollten klären, ob der Kanal besser in die Kieler Förde oder in die Eckernförder Bucht münden sollte. Nach ihrem Votum wurde trotz erheblicher Mehrkosten 1887 die Kieler Lösung beschlossen. Als Berater wurde auch der niederländische Wasserbauingenieur Pieter Caland herangezogen, der den Nieuwe Waterweg vom Rotterdamer Hafen zur Nordsee geplant und dessen Bau geleitet hatte.

### Bau und erste Erweiterung (1886–1914)

Schlussstein-Zeremonie am 21. Juni 1895

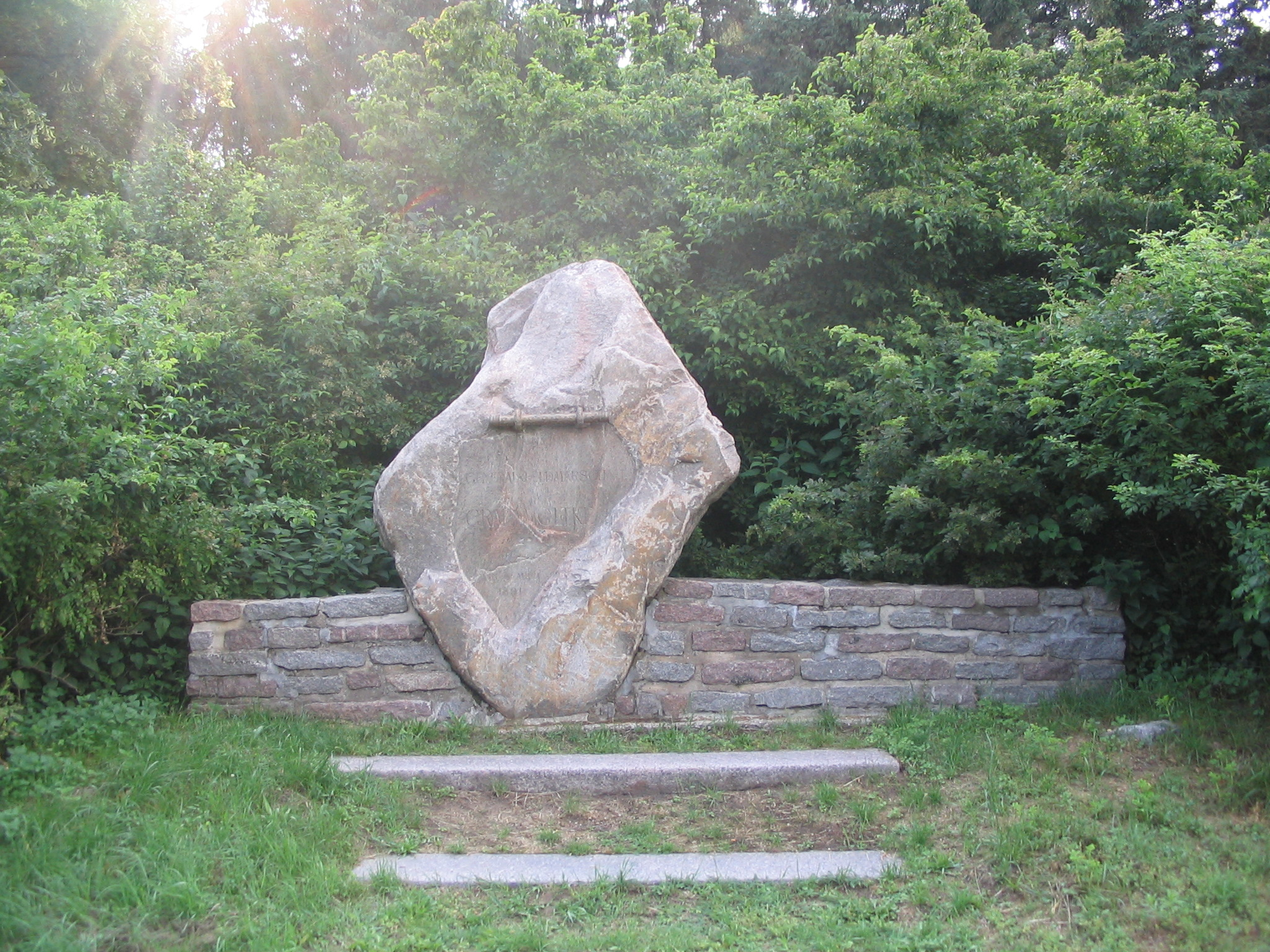
Moltkestein

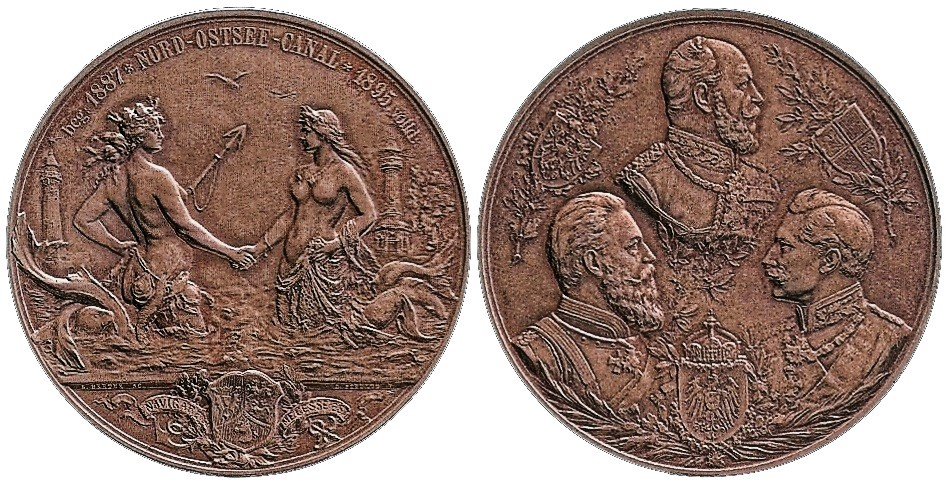
Erinnerungsmedaille für die zur Eröffnung geladenen Gäste

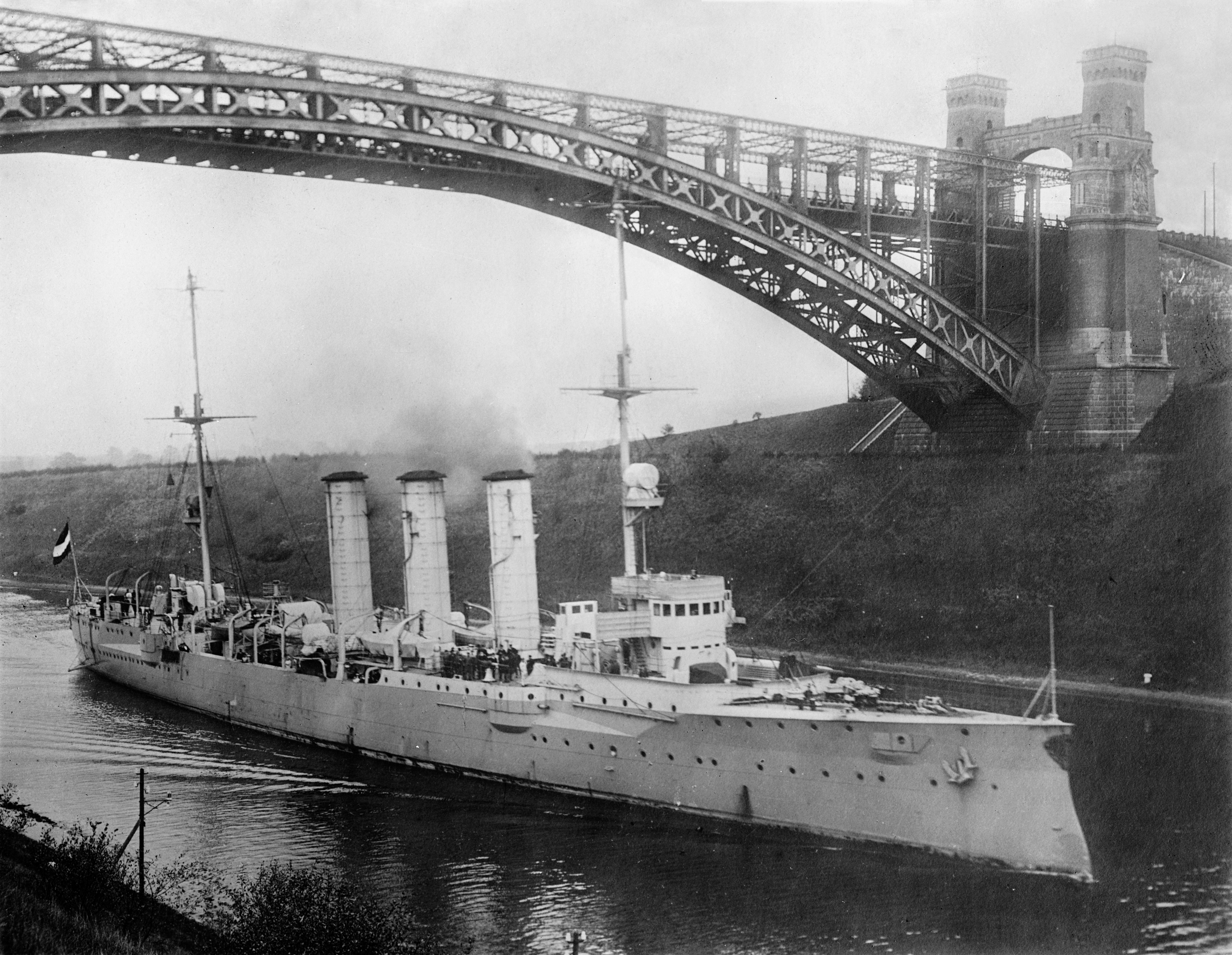
Die Dresden im Kaiser-Wilhelm-Kanal

1886 billigte der Reichstag ein Gesetz zum Bau des Kaiser-Wilhelm-Kanals und am 3. Juni 1887 erfolgte die Grundsteinlegung durch Kaiser Wilhelm I. in Kiel-Holtenau; leitender Ingenieur war Otto Baensch. Bis zu 8900 Arbeiter bewegten circa 80 Mio. m³ Erdreich. Der Kanal war in dieser ersten Ausbaustufe 67 Meter breit und 9 Meter tief.
Bei einer Baustellenbesichtigung am 6. April 1891 war auch der Kanalgegner Feldmarschall Moltke anwesend. Zur Erinnerung an diesen Tag ließ Kaiser Wilhelm II. einen 15 Tonnen schweren Findling ungefähr an der Kanalmitte aufstellen. Der „Moltkestein“ befindet sich an einem Rastplatz am westlichen Ufer gegenüber der Lotsenstation „Rüsterbergen“. Standort

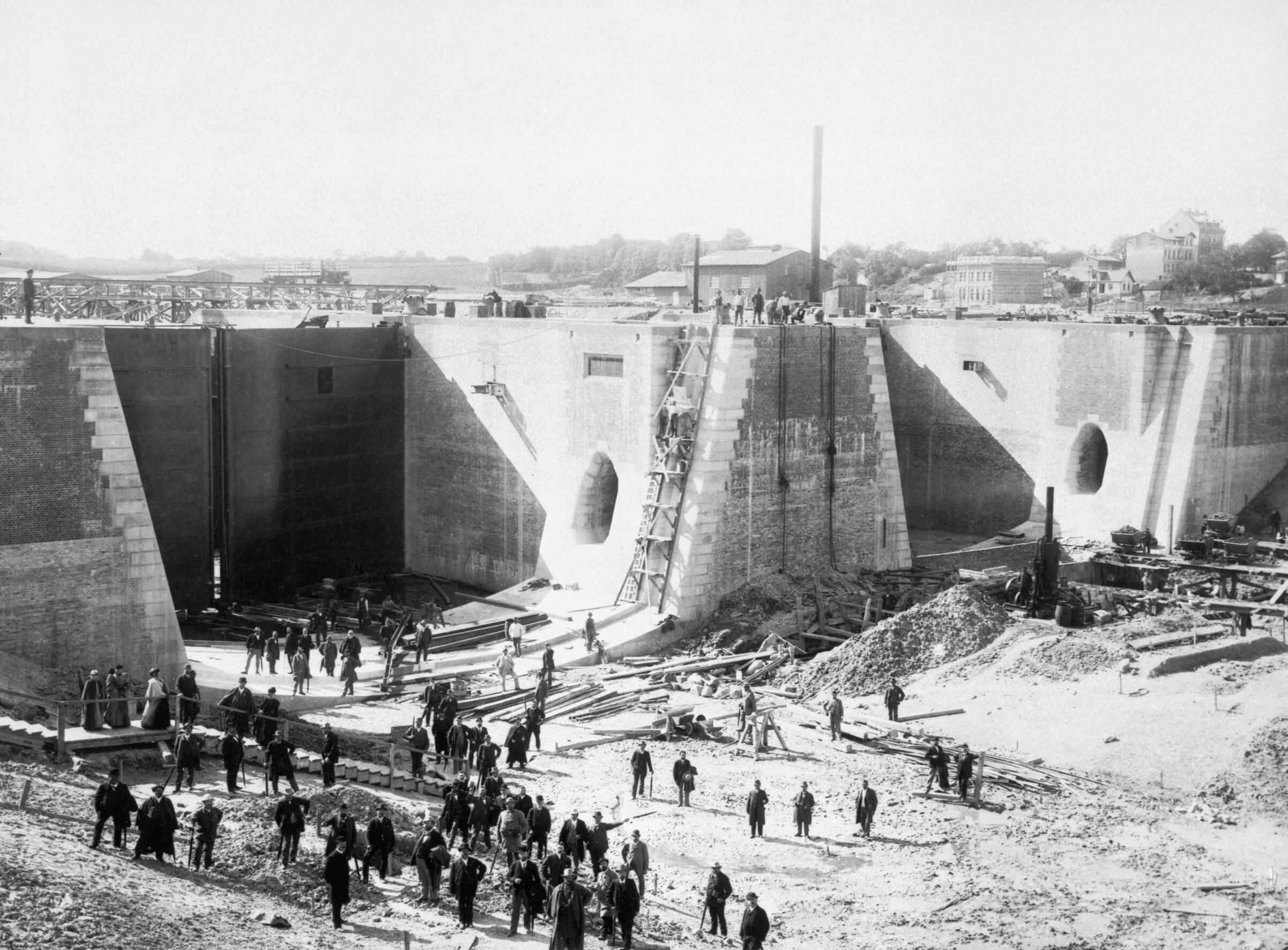
Holtenau Schleuse im Bau
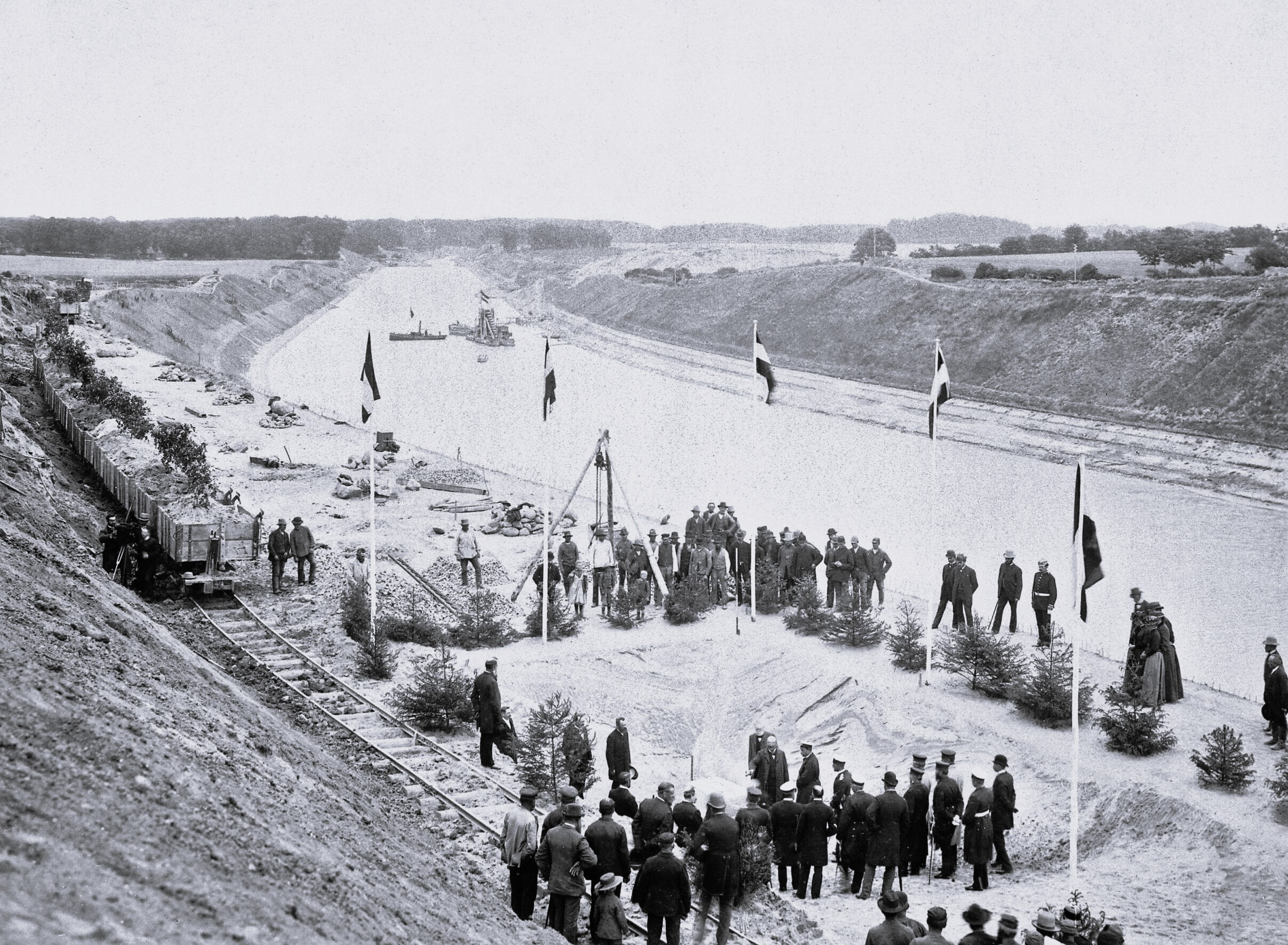
Grundsteinlegung Levensau-Brücke
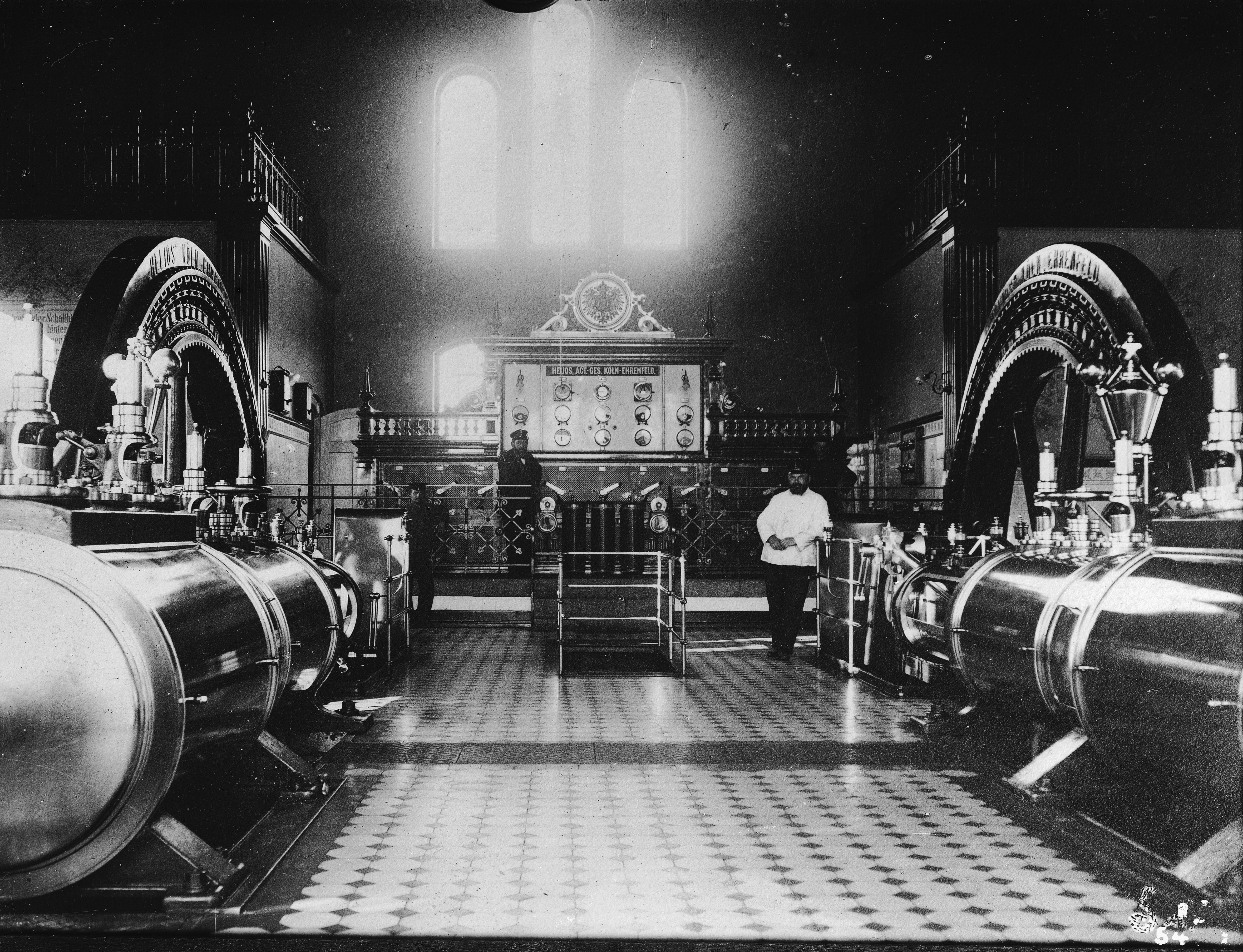
E-Zentrale mit Dampfmaschinen, Kielkanal
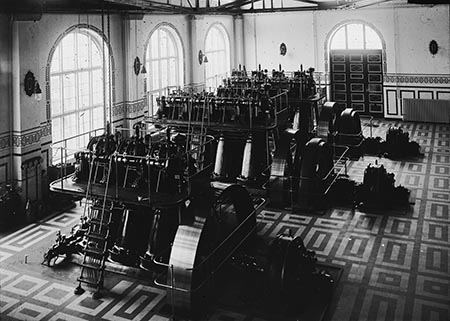
Ersatz durch Dieselgeneratoren
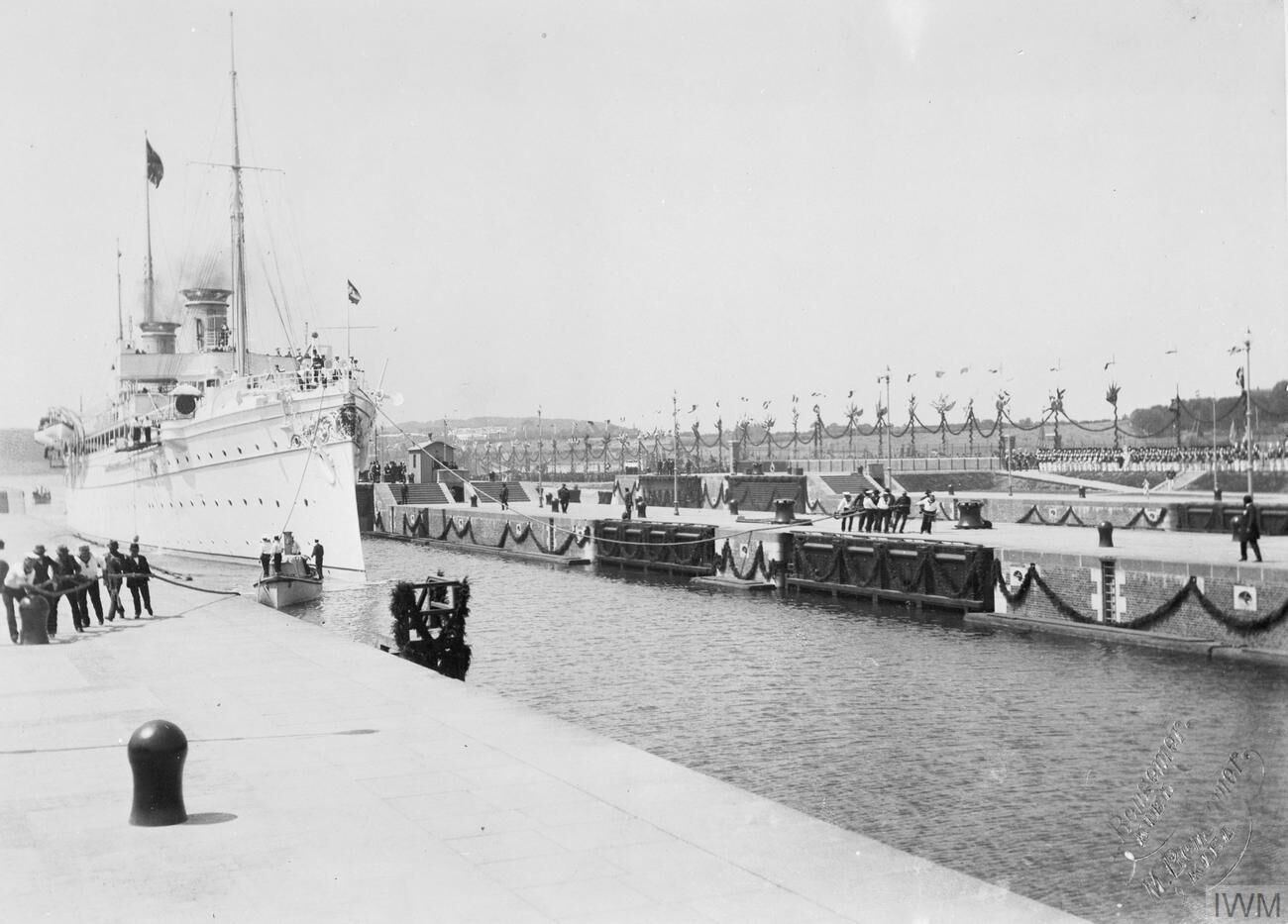
Die kaiserliche Staatsyacht Hohenzollern passiert am 21. Juni 1895 den Kanal
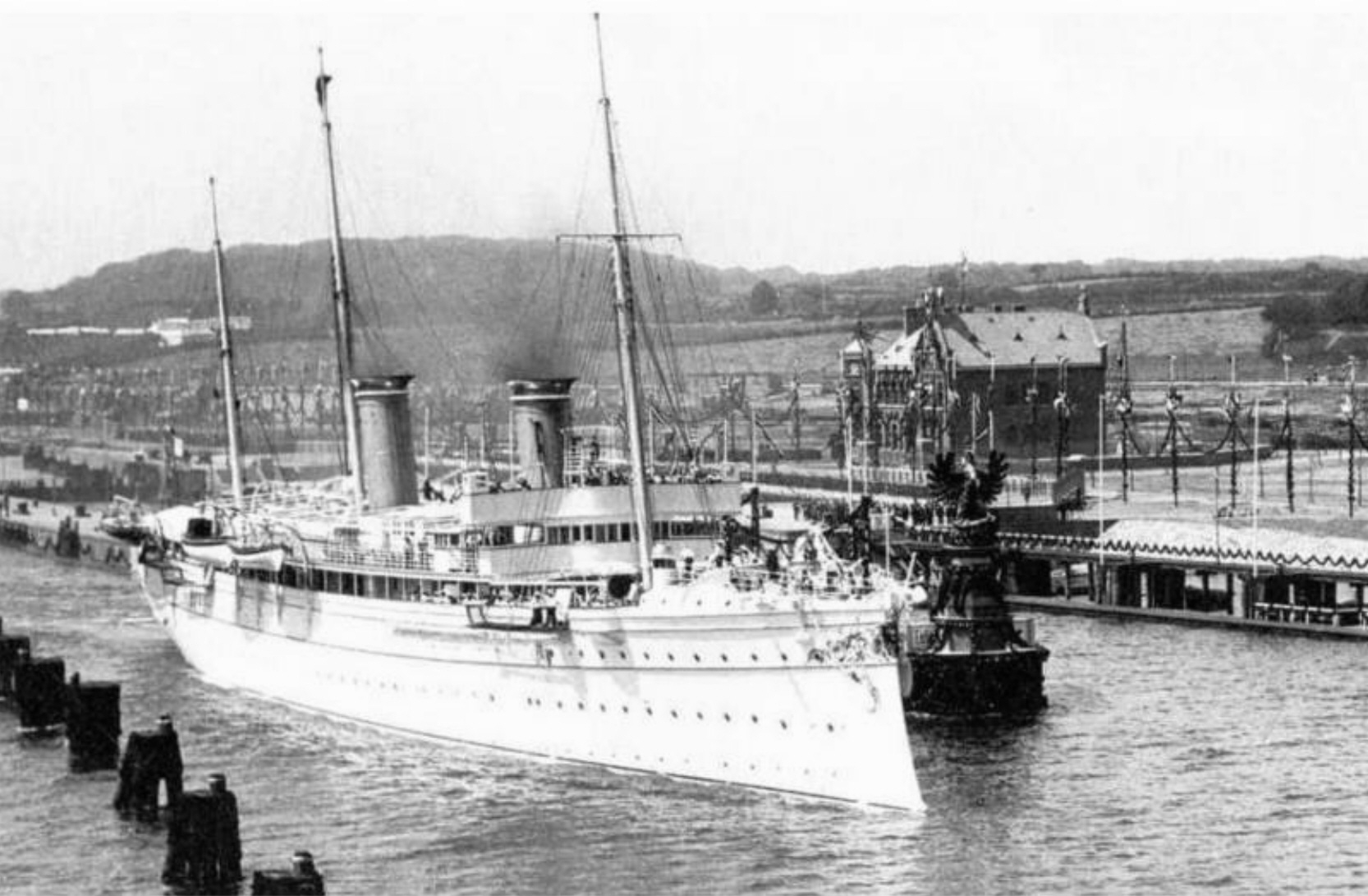
Auslaufen Schleuse Holtenau
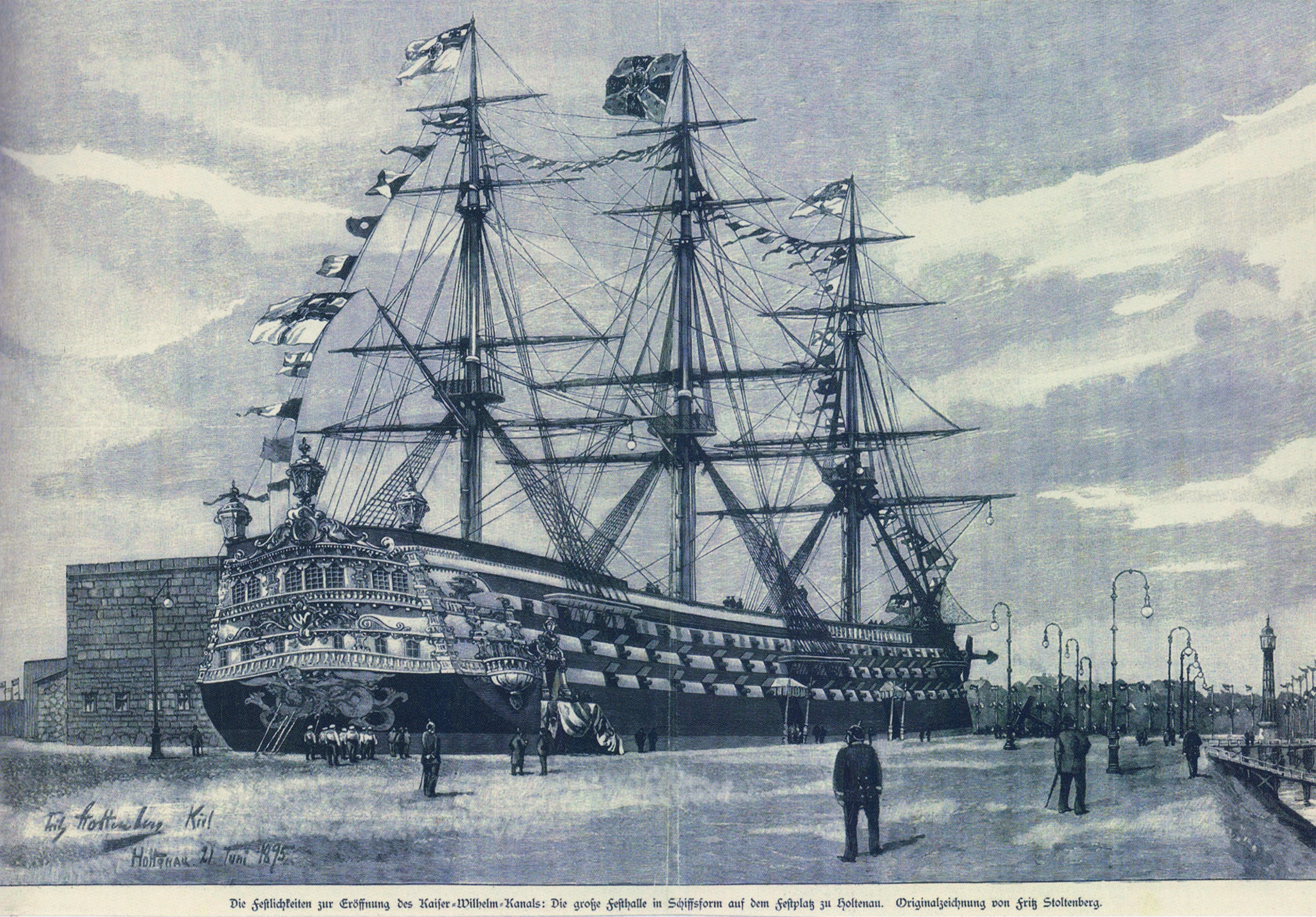
Festhalle zur Eröffnung in Schiffsform
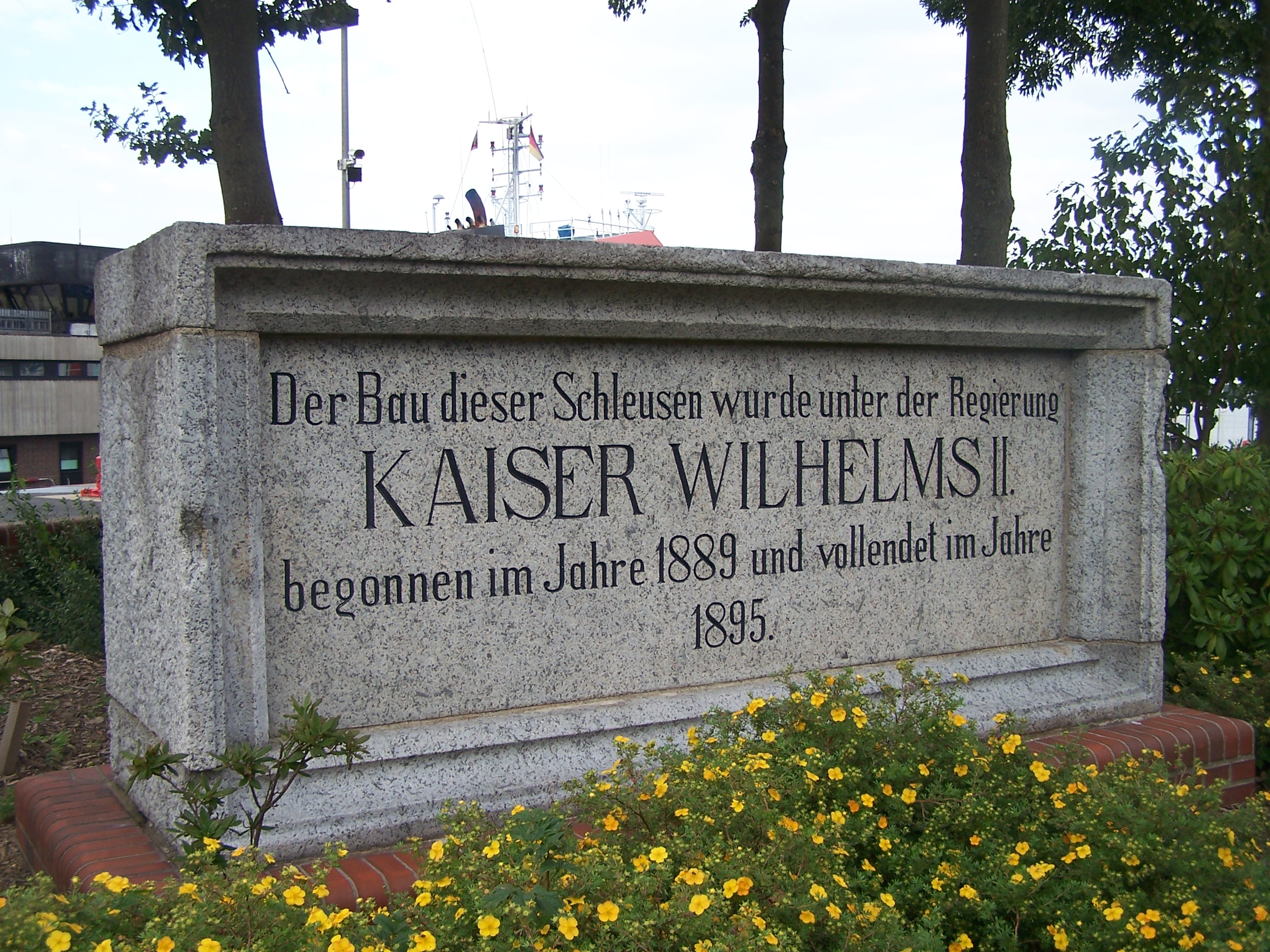
Gedenkstein

Am 20. Juni 1895 eröffnete nach acht Jahren Bauzeit Kaiser Wilhelm II. den zunächst noch „Nord-Ostsee-Canal“ bezeichneten, am 21. Juni aber nach seinem Großvater „Kaiser-Wilhelm-Kanal“ umbenannten neuen Wasserweg. An der Eröffnung nahmen auch Prinz Georg, Herzog von York als Vertreter Großbritanniens sowie Mitglieder des italienischen Königs- und des österreichisch-ungarischen Kaiserhauses teil. Die Zeremonie wurde von dem Briten Birt Acres mit einer Filmkamera aufgenommen; sein Film Opening of the Kiel Canal gilt als die älteste Dokumentarfilmaufnahme Deutschlands.
Der regelmäßige Betrieb wurde am 1. Juli 1895 aufgenommen. Der Bau hatte 156 Mio. Mark gekostet und überschritt damit, ungewöhnlich für ein Projekt dieser Größenordnung, nicht die veranschlagten Kosten. Eine Folge der Kanaleröffnung war ein Einbruch beim Frachtumschlag in den deutschen Ostseehäfen. Die Nordseehäfen profitierten hingegen.
Der Kanal stand im Eigentum des Reiches, war somit die erste Reichswasserstraße und wurde vom Kaiserlichen Kanalamt / Reichskanalamt in Kiel verwaltet.
1898/1900 begann Deutschland, seine Flotte erheblich zu vergrößern und zu modernisieren (siehe Tirpitz-Plan, Flottengesetze). Einige nach 1900 gebaute Großkampfschiffe der Kaiserlichen Marine konnten den Kanal wegen ihrer Größe nicht durchfahren.
Von 1907 bis 1914 wurde der Kanal das erste Mal ausgebaut. Die Breite wurde auf 102 Meter erhöht und die Tiefe auf 11 Meter. Ziel war die Passierbarkeit für die neuen deutschen Schlachtschiffe der Nassau-Klasse. Entsprechend nahm die britische Presse den Kanalausbau als weitere Zuspitzung im Rahmen des Deutsch-Britischen Flottenwettrüstens wahr. Im Zuge des Ausbaus wurden auch die Ausweichstellen auf ihre heutigen Positionen verlegt und die Anzahl der Weichen zwischen Brunsbüttel und Kiel von fünf auf zehn erhöht. Außerdem wurden in Kiel und in Brunsbüttel je zwei neue Schleusen gebaut. Diese sind mit 310 Meter Länge und 42 Meter Breite deutlich größer als die alten Schleusen mit 125 Meter Länge und 22 Meter Breite. Der Ausbau kostete 242 Mio. Mark und war damit deutlich teurer als der gesamte Kanalbau vor 1895.
Bei Schacht-Audorf wurde zur Begradigung des Kanalverlaufs der sogenannte Rader Durchstich angelegt, durch den die Rader Insel entstand. Dadurch wurde die Audorfer Industriebahn getrennt. Um die Versorgung der Firmen und Gleisanschlüsse sicherzustellen, nahm am 5. April 1914 die Eisenbahnfähre Rade den Betrieb auf. Die freifahrende Fähre konnte vier Waggons aufnehmen und war die einzige existierende Eisenbahnfähre über den Kanal.
Im Jahresverlauf 1913 erreichte der Verkehr durch den Kanal mit rund 50.000 Schiffen und gut 10 Millionen Nettoregisteronnen in etwa das Fünffache des Eröffnungsjahrs. Zugleich internationalisierte sich der Verkehr. Das Frachtaufkommen wurden 1913 zu 43 Prozent durch ausländische Schiffe bewegt, was einen Anstieg um elf Prozentpunkte gegenüber dem Jahr 1896 darstellte.

### Erster Weltkrieg und Zwischenkriegszeit
Vor dem Krieg hatten die Briten zahlreiche Erzgruben in Norwegen aufgekauft und  Schiffe aus Narvik wurden vermehrt aufgebracht oder torpediert und ein Minengürtel im Atlantik kam erschwerend hinzu. Zu Beginn des 20. Jahrhunderts wurde Erzschiffen die Fahrt durch den Kanal nicht gestattet und nur während des Krieges freigegeben.
Aus britischer Sicht hatte der Nord-Ostsee-Kanal bereits 1911 mit der Festlegung auf eine Blockade Deutschlands im Atlantik seine strategische Bedeutung weitgehend verloren.
Im Rahmen der Beratungen zum Friedensvertrag wünschte die britische Admiralität zunächst die Zerstörung des Nord-Ostsee-Kanals, damit die deutsche Marine nicht mehr über eigenes Territorium von einem Meer in das andere fahren könnte, sondern den Weg durch das Skagerrak nehmen müsste. Weil die britischen Admirale allerdings befürchteten, dass Vertreter der Handelsschifffahrt und die US-Regierung Einspruch dagegen erheben würden, nahm man von der Forderung Abstand. Zudem waren die Vorstellungen der Marineführung auch in der britischen Politik umstritten. In den Versailler Vertrag wurde dann der Kompromiss aufgenommen, dass Schiffe aller Länder, die sich im Frieden mit Deutschland befanden, den Kanal durchfahren durften.
In der Zwischenkriegszeit erhöhte sich das Handelsvolumen im Kanal auf 25 Millionen Tonnen im Jahr 1929. Die Weltwirtschaftskrise ließ es auf 13 Millionen Tonnen im Jahr 1932 absinken. 1937 waren wieder 24 Millionen Tonnen erreicht. Die Internationalisierung nahm weiter zu, mit einem Anteil ausländischer Schiffe zwischen rund 50 und 60 Prozent.
1923 kam es in Bezug auf eine dieser Regelungen zu einem Rechtsstreit vor dem Ständigen Internationalen Gerichtshof, der als Wimbledon-Fall bekannt wurde. Mit Note vom 14. November 1936 an 15 Staaten erklärte die deutsche Reichsregierung den internationalisierten Rechtszustand für beendet (RGBl. II, 361 f.); von den betroffenen Staaten protestierten hiergegen lediglich die Tschechoslowakei und Frankreich.
Am Vorabend des Zweiten Weltkriegs wurden in Deutschland Pläne zur Erweiterung der Wasserstraße für die Aufnahme von Schiffen der Bismarck-Klasse und in Großbritannien zur Bombardierung der Kanalanlagen erörtert, jedoch jeweils nie umgesetzt.

### Zweiter Weltkrieg und frühes Nachkriegsdeutschland
Während des gesamten Zweiten Weltkrieges blieb der Kanal durchgehend befahrbar. Schiffe, die durch Bombenangriffe, Seeminen oder Kollision auf Grund gesetzt worden waren, wurden umgehend beseitigt. Die mit leichter und schwerer Flak stark bewaffneten Kriegsschiffe im Kanal stellten ein erhebliches Risiko für angreifende Flugzeuge dar.
Am 29. Oktober 1938 riet Winston S. Churchill – damals Privatier und keine politischen Ämter ausübend – in einer Notiz an den damaligen Minister of Coordination of Defence Thomas Inskip dazu, den Kanal mittels Minen oder gezielter Luftangriffe unbefahrbar zu machen, um die Gefahr einzudämmen, dass die deutsche Kriegsmarine im Falle eines Krieges über den Kanal von der Ostsee in die Nordsee zur Royal Navy eindränge. Er wusste, dass die Ostsee von strategischer Wichtigkeit für Deutschland war und daher der Großteil der Kriegsmarine dort stationiert war, sie aber mit dem Nord-Ostsee-Kanal eine schnelle Möglichkeit hatte, der Royal Navy die Nordsee streitig zu machen.
Mit der deutschen Besetzung Dänemarks und dem weiteren Ausgreifen des deutschen Militärs nach Skandinavien ließ die militärische Bedeutung des Kanals erneut nach. Dennoch erfolgten von 1942 an gelegentliche alliierte Luftangriffe gegen seine Anlagen.
Der von amerikanischer Seite noch während des Krieges ausgearbeitete Morgenthau-Plan sah indes vor, um den Nord-Ostsee-Kanal eine internationalisierte Kanalzone zu schaffen (ähnliche Vorstellungen gab es für das Ruhrgebiet). Entsprechende Vorschläge hatte bereits 1943 der britische Außenminister Anthony Eden formuliert. Zudem sollte das nördlich der Zone gelegene Südschleswig wieder an Dänemark fallen. Entsprechende Pläne wurden jedoch nach 1946 aufgegeben, auch weil es in der dänischen Politik keine Mehrheit für eine Grenzverschiebung gab.
Dennoch entwickelte sich eine Debatte über die Zukunft des Kanals. Diese entwickelte sich, parallel zum Wandel der westalliierten Vorstellungen zum Umgang mit ihrem Besatzungsgebiet, vor dem Hintergrund des Kalten Krieges von dem Ziel einer Verhinderung einer neuen deutschen Aufrüstung hin zu einer Einbindung und Förderung von Nachkriegsdeutschland im westlichen Lager. Bis zum Frühjahr 1946 sah die britische Regierung, in deren Besatzungsgebiet der Kanal lag, eine „Neutralisierung“ vor. Entsprechende Überlegungen griffen ebenso eine Internationalisierung und territoriale Ausdehnung Dänemarks wie die Verlegung (zur Abkoppelung von der Elbe und Helgolands) oder Verfüllung des Kanals auf, letztere wie bereits nach dem Ersten Weltkrieg vor allem von der britischen Admiralität propagiert.
Ende 1944 vereinbarten die Alliierten allerdings, Pläne betreffs des Kanals nur in gemeinsamer Abstimmung umzusetzen. Auf dieser Grundlage übernahm die Royal Navy nach Kriegsende die Kontrolle über die Wasserstraße und hielt ihren Betrieb aufrecht. Im Mai 1946 gab sie diese Aufgabe gemäß der Vereinbarungen der Potsdamer Konferenz an den Alliierten Kontrollrat weiter. Zu diesem Zeitpunkt ging auch das britische Militär von Plänen zur Zerstörung des Kanals ab. Die Internationalisierung wurde durch die Westalliierten nicht mehr weiter verfolgt, weil diese der Sowjetunion Einflussmöglichkeiten gesichert hätte. Gegen eine Rückgabe unter deutsche Kontrolle wehrten sich vor allem Dänemark und die skandinavischen Staaten, die darin eine potenzielle neue Bedrohung durch Deutschland sahen und negative wirtschaftliche Folgen für eigene Häfen fürchteten. Daher unterstützten Dänemark und Skandinavien das weitere sowjetische Eintreten für eine Internationalisierung. 1948 wurde der Kaiser-Wilhelm-Kanal auf Wunsch der Alliierten in Nord-Ostsee-Kanal umbenannt, wie er schon in der Planungs- und Bauphase bezeichnet wurde; im internationalen Verkehr heißt er weiterhin „Kiel Canal“.
Schon in der Endphase des Zweiten Weltkriegs hatte der Kanal eine Rolle in britischen strategischen Planungen für einen Krieg mit der Sowjetunion gespielt. Ende 1948 ließ Militärgouverneur Brian Robertson detailliert Pläne ausarbeiten. Diese sahen eine Zerstörung von Kanalbauwerken vor, um sowohl die Überschreitung durch Landstreitkräfte als auch eine Durchfahrung mit Schiffen verhindern sollten. Diese Überlegungen wurden zwar geheim gehalten, jedoch erregte der Einbau von Sprengschächten in Kanalanlagen 1949 öffentliches Aufsehen.

### Bundesrepublik Deutschland
In den unmittelbaren Nachkriegsjahren befand sich der Kanal in einem schlechten Bauzustand. Dies war weniger auf Kriegsfolgen als auf eine jahrzehntelang mangelhafte Bauunterhaltung zurückzuführen. Dennoch stiegen die transportierten Nettoregistertonnen von weniger als 10 Millionen im Jahr 1945 auf mehr als 30 Millionen Tonnen im Jahr 1955 an.
Die Kanalverwaltung, die auch nach der Gründung der Bundesrepublik bei der britischen Besatzungsverwaltung lag, stand zunehmend im Zeichen des Kalten Krieges. 1949 wurde ein Voranmeldeverfahren mit Mannschafts- und Passagierlisten für Schiffe aus dem Ostblock eingerichtet.
Bis 1950 arbeitete die britische Admiralität den Plan Operation Vulture aus, der die Pläne zur Kanalsperrung im Kriegsfall aktualisierte. In den folgenden Jahren wurden erste Vorbereitungsbauten eingerichtet. Parallel und unkoordiniert stellte auch das in Brunsbüttel stationierte dänische Militär Pläne zur Zerstörung der dortigen Schleuse bei einer Auseinandersetzung mit dem Ostblock auf. 1953 gingen entsprechende Vorbereitungen an die Allied Forces Northern Europe über. Zentrale Elemente der neuen Entwürfe waren jeweils ein Betonturm an den Hochbrücken Grünental und Levensau, deren Sprengung den Kanal mit Schutt sperren sollte. Wegen der parallel verlaufenden schwierigen Diskussionen um einen deutschen Militärbeitrag zur Verteidigung Westeuropas (Europäische Verteidigungsgemeinschaft) kam es jedoch nie zur Umsetzung.
Mitte der 1950er Jahre setzen größere Ausbauten ein, bei denen vor allem wirtschaftliche und kaum noch militärische Überlegungen eine Rolle spielten.
Seit 1965 wird der Kanal zum zweiten Mal erweitert. Zum Schutz der Böschung wird die Breite bis zum Kanalkilometer 87 auf 162 Meter erweitert. Dies ist bis heute (2012) nicht abgeschlossen; die Gesamtkosten werden auf 485 Mio. Euro geschätzt. Die Wasser- und Schifffahrtsdirektion Nord in Kiel führte das Planfeststellungsverfahren für die Anpassung der Oststrecke des Nord-Ostsee-Kanals durch. Am 7. Oktober 2006 wurde das neue elektronische Verkehrslenkungssystem, in das 13,5 Mio. Euro investiert wurden, eingeweiht. Es hatte die Zentralisierung der Leitstelle in Brunsbüttel zur Folge.
1964 erreichte die Zahl der Schiffspassagen mit rund 80.000 ihren Höhepunkt. Da zunehmende größere Schiffe verkehrten, stieg die Tonnage aber bis zum Rekordwert von 105,9 Millionen Tonnen im Jahr 2008 weiter an.

## Ausbauplanungen ab 2010
Das Wasserstraßen- und Schifffahrtsamt Brunsbüttel plant und baut die 5. Schleusenkammer.

### Bau der 5. Schleusenkammer in Brunsbüttel
Die beiden großen Schleusenkammern in Brunsbüttel sind über 100 Jahre alt und zunehmend reparaturanfällig. Die erforderlichen Grundinstandsetzungen sind nur mit mehrjährigen Sperrungen möglich. Um erhebliche Einschränkungen für die Schifffahrt zu vermeiden, wird – sozusagen als Bypass – eine fünfte Schleusenkammer gebaut. Der Planfeststellungsbeschluss zum Bau der 5. Schleusenkammer ist seit September 2010 rechtskräftig. Am 11. April 2014 wurde das Los I „Bau der 5. Schleusenkammer“ durch das Wasserstraßen- und Schifffahrtsamt (WSA) Brunsbüttel beauftragt. Im Mai 2014 wurde auch das Los II „Bau von drei neuen Schiebetoren und deren Schwimmpontons“ durch das WSA Brunsbüttel beauftragt. Die 5. Schleusenkammer entsteht nun auf der Schleuseninsel zwischen den vorhandenen Kleinen und Großen Schleusen. Sie wird eine Nutzlänge von 330 Meter erhalten. Die Breite der 5. Schleusenkammer entspricht mit 42 Meter Nutzbreite den Maßen der vorhandenen Großen Schleusen. Mit einem Auftragsvolumen von etwa 1,2 Milliarden Euro (Stand September 2020) ist die Schleuse die größte Wasserbaustelle Deutschlands. Der Bau der 5. Schleusenkammer ist technisch eine große Herausforderung. Der Schleusenbetrieb der vorhandenen Schleusen darf durch die Baumaßnahmen nicht beeinträchtigt werden; das betrifft sowohl den Wasserweg als auch die Erreichbarkeit der Schleusenkammern untereinander auf dem Fußweg. Die beengten Platzverhältnisse auf der Schleuseninsel erfordern behutsame Bauweisen, um die vorhandenen Schleusen nicht zu schädigen. Alle Bauarbeiter sowie die Baumaterialien müssen auf dem Wasserweg auf die Insel gebracht werden. Das erfordert eine ausgearbeitete Logistik. Gleichzeitig muss der Hochwasserschutz durchgehend gewährleistet sein. Beim Bau der 5. Schleusenkammer fallen etwa 1,7 Mio. Kubikmeter Boden – vorwiegend Klei – an. Dieser wird auf dem Wasserweg durch den Nord-Ostsee-Kanal zum Bodenlager Dhyrrsenmoor bei Kanalkilometer 13 gebracht. Gemäß Bauvertrag sollte die Baumaßnahme etwa sieben Jahre dauern. Anfang 2018 zeichneten sich deutliche Verzögerungen gegenüber dem ursprünglichen Zeitplan ab, unter anderem wegen zeitaufwändiger Kampfmittelbeseitigung und wegen Streitigkeiten über die Auslegung einiger Passagen im Bauvertrag. Ende 2018 wurde eine Freigabe der 5. Schleusenkammer frühestens für das Jahr 2023 erwartet. Im März 2020 gingen die beteiligten Baufirmen davon aus, dass die 5. Schleusenkammer Ende 2026 für die Schifffahrt freigegeben werden kann.
Die drei im Januar 2025 in Emden fertiggestellten Schleusentore werden ab November nach Brunsbüttel transportiert, wo sie planmäßig ab Januar 2026 eingebaut werden sollen. Die 5. Schleusenkammer entsteht in Brunsbüttel. Deren Unterwasserbetonsohle war am 1. August 2024 bereits fertiggestellt. Die Freigabe der neuen Schleusenkammer ist weiterhin für Ende 2026 geplant.
Der Baufortschritt wird auf einer eigenen Website dokumentiert.
Die im Jahr 2008 eingerichtete Planungsgruppe für den Ausbau des Nord-Ostsee-Kanals projektiert und begleitet folgende Maßnahmen:

### Anpassung der Oststrecke durch Kurven- und Weichenoptimierungen

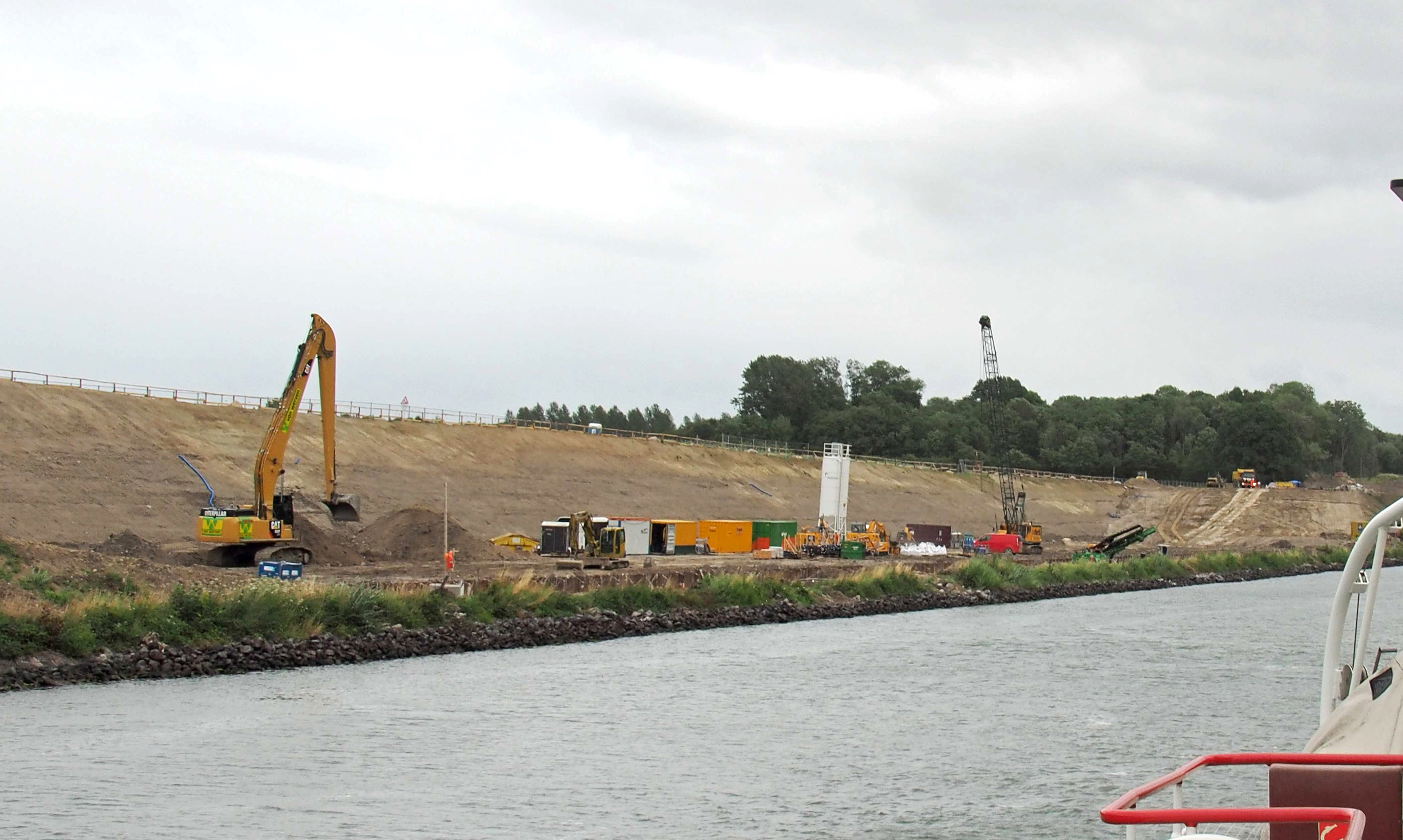
Ausbauarbeiten (Juli 2020)

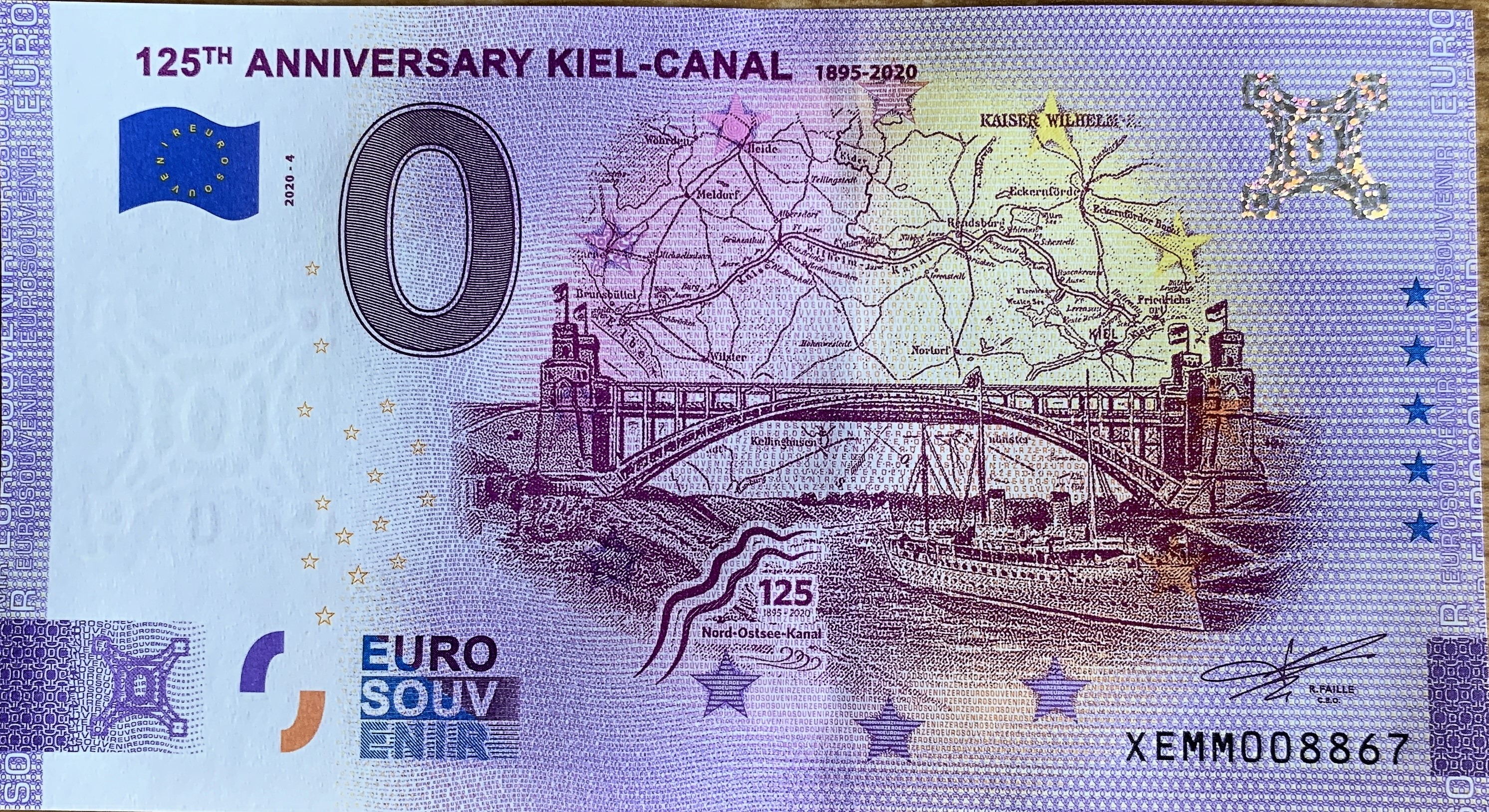
0-Euro-Schein 125 Jahre NOK

Der Bereich der noch nicht ausgebauten Oststrecke zwischen der Ausweiche Königsförde und dem Binnenhafen Holtenau hat sich zu einem Engpass entwickelt und soll deshalb – wie die bereits lange fertiggestellte Weststrecke – ausgebaut werden. Durch Ausbau der Kanalböschung auf ca. elf Kilometern sollen der Kanal auf eine Mindestsohlbreite von 70 Metern verbreitert und die Kurven abgeflacht werden. Am 30. November 2009 erfolgte die Antragstellung des Vorhabensträgers Wasserstraßen- und Schifffahrtsamt Kiel-Holtenau. Am 4. Dezember 2013 wurde der Planfeststellungsbeschluss erlassen und an den Vorhabensträger übergeben. Am 5. Juni 2014 stellte der Haushaltsausschuss des Deutschen Bundestages dafür Mittel in Höhe von 265 Mio. Euro zur Verfügung. 5 Mio. Euro davon sollten noch im Jahr 2014[veraltet] für Restplanungen und Ausschreibungen zur Verfügung stehen.
Der Ausbau des vier Kilometer langen Bereichs zwischen Großkönigsförde und Schinkel bzw. Groß Nordsee sollte Mitte 2019 beginnen, begann jedoch erst im Januar 2020. Hierfür ist eine Bauzeit von drei Jahren vorgesehen.
Anschließend soll es Richtung Kiel weitergehen. Die Bauzeit für die gesamte 18 Kilometer lange Strecke bis Kiel ist mit zehn Jahren und Kosten von 280 Millionen Euro veranschlagt. Mit einem Abschluss der Ausbauarbeiten der Oststrecke bis Kiel ist nicht vor 2030 zu rechnen.
Anlässlich des Ersten Spatenstichs zum ersten Ausbauabschnitt der Oststrecke am 11. Oktober 2020 gab das Bundesministerium für Verkehr und digitale Infrastruktur bekannt, dass der Bund in den kommenden zehn Jahren 500 Millionen Euro in die 20 Kilometer lange Strecke zwischen Kiel und Großkönigsförde investieren werde.

### Neubau der Schleusenkammern in Kiel

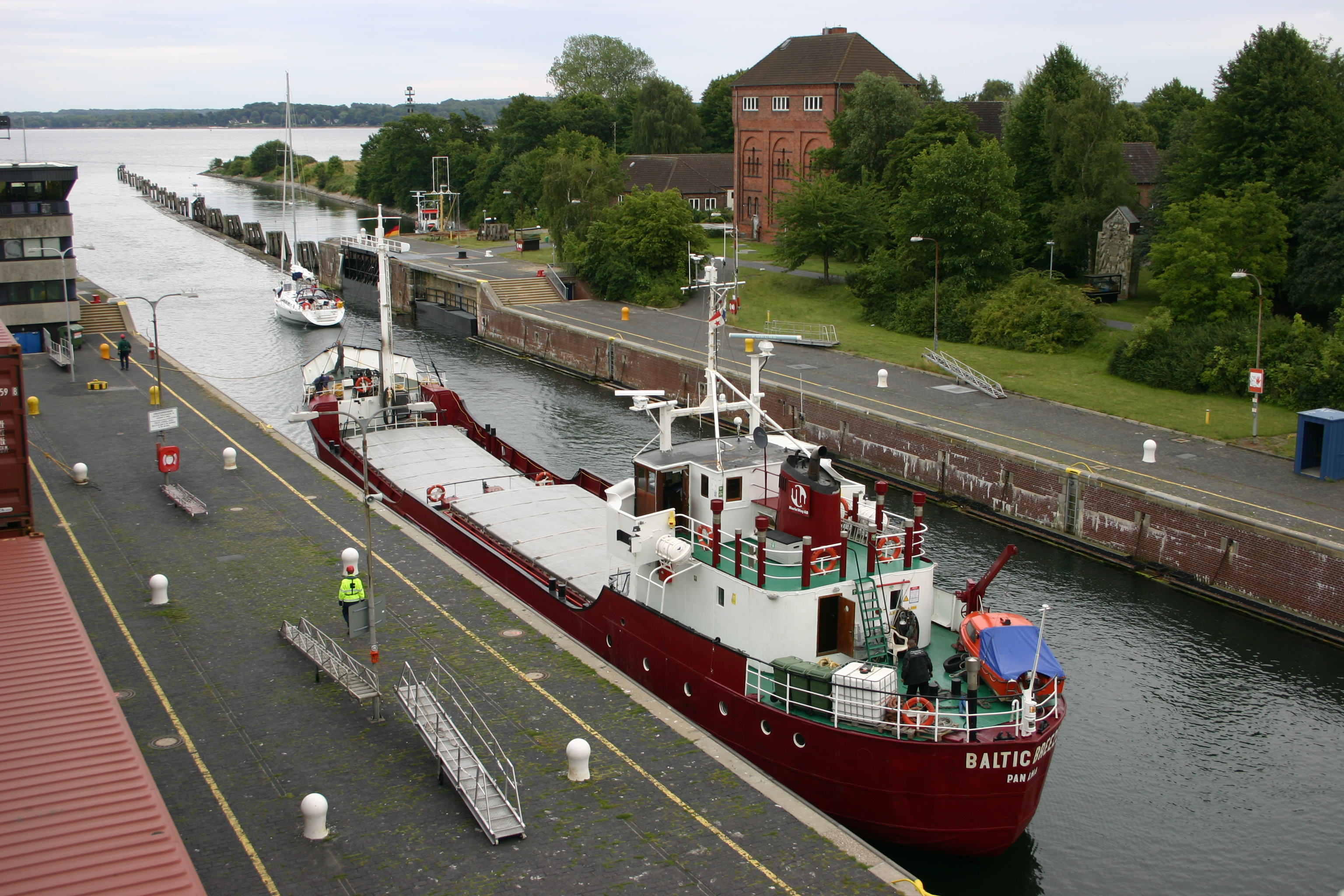
Die kleine Schleuse in Kiel-Holtenau (2008)

Die 1895 eingeweihten Kleinen Schleusen in Kiel-Holtenau sind seit Mitte 2014 wegen Baufälligkeit außer Betrieb. Im März 2016 wurde angekündigt, sie durch einen Neubau zu ersetzen. Bei gleichen äußeren Abmessungen sollte die Nutzlänge durch Wegfall der inneren Tore um 30 m auf 155 m steigen, die Nutzbreite um 1 m auf 21,5 m und die Nutztiefe auf 8,5 m.
Ursprünglich sollten ab Herbst 2016 die bisherigen Schleusenkammern zugeschüttet werden, 2018 sollte der Neubau beginnen, jedoch hatten die Arbeiten bis September 2017 noch nicht begonnen. Die eingeplanten Kosten beliefen sich auf 240 Millionen Euro. Im Mai 2018 wurden die Schleusentore mit dem Schwimmkran Enak entfernt. Im September 2018 wurde bekannt gegeben, dass ab Mitte 2021 mit dem Neubau der kleinen Schleusen zu rechnen sei. Die Bauzeit soll fünf Jahre betragen. Die Kosten werden mit 240 bis 285 Mio. Euro veranschlagt. Danach soll die Sanierung der Großen Schleusen folgen. Im Mai 2019 wurden die Schleusenkammern mit Seesand verfüllt, um das Bauwerk während des Abrisses zu stabilisieren. Am 18. Mai 2021 wurde der Planfeststellungsbeschluss erlassen. Die Bauarbeiten begannen im Jahr 2022.

### Neubau der Levensauer Hochbrücke
Für den Neubau der Levensauer Hochbrücke und Abriss der Brücke von 1894 wurde am 22. November 2017 der Planfeststellungsbeschluss erlassen. Bis 2021 erfolgten die Ausführungsplanung und die Erstellung der Ausschreibungsunterlagen sowie vorbereitende Arbeiten. Die neue Brücke soll 2024[veraltet] fertiggestellt werden.
Die Wasserstraßen- und Schifffahrtsverwaltung hat für interessierte Bürger aktuelle Informationen über den Stand des Bauprojekts, sowie Pläne, Hintergrundinformationen zum Artenschutz und zu ökologischen Kompensationsmaßnahmen zusammengestellt. Außerdem kann man sich per Webcam einen direkten Eindruck von der Lage vor Ort machen.

### Vertiefung der Kanalsohle
Für die stetig größer werdenden Schiffe und die Zunahme der Kanalpassagen stellt der bisherige Ausbauzustand des NOK einen Engpass dar. Neben der Optimierung von Kurven und Ausweichstellen der Oststrecke ist daher eine Vertiefung des NOK auf gesamter Länge um einen Meter geplant. Wegen der Tunnel in Rendsburg wäre eine Vertiefung um mehr als 1½ Meter nicht möglich. Nach Informationen von Mitte 2018 wird die Vertiefung nicht vor Abschluss der Ausbauarbeiten an der Oststrecke erfolgen.

### Instandsetzung des Rendsburger Straßentunnels
Der Rendsburger Straßentunnel wurde zwischen 2011 und 2021 instand gesetzt.

### Austausch der Holzdalben an Weichen gegen Stahldalben
Von 2008 bis 2018 wurden alle Holzdalben an den Weichen gegen robustere Stahldalben mit 3-facher Lebensdauer ausgetauscht.

### Instandsetzung der Fähranleger
Ende November 2020 wurde bekannt, dass viele Fähranleger renovierungsbedürftig sind. Als erste Maßnahme wurde das zulässige Gesamtgewicht von LKW von 40 auf 30 Tonnen reduziert.

## Initiative Kiel-Canal
Unternehmen der maritimen Wirtschaft und nautische Institutionen gründeten in Kiel die Initiative Kiel-Canal e. V. Sie bemängeln, dass Ankündigungen der Politik kaum Taten folgten. Nach Mitteilung der Wasserstraßen- und Schifffahrtsverwaltung des Bundes waren 2013 sowohl die Zahl der Schiffspassagen als auch die Tonnage rückläufig. 31.097 Schiffe (−10,8 %) transportierten 94,8 Mio. Tonnen Ladung (−9 %). Als Gründe wurden nicht nur die maroden Schleusen, sondern auch Streiks und eine Havarie angeführt. Einige Reedereien seien daher auf den viel weiteren, aber kalkulierbaren Weg rund um Skagen ausgewichen.
Daneben ist festzustellen, dass sich der Güterverkehr seit rund zwei Jahrzehnten zunehmend auf Frachtschiffe verlagert, die schlicht zu groß für den NOK sind (bei den Containerschiffen z. B. Regina-Mærsk-Typ, 1995, 318 m Länge; aktuelle Ultra Large Container Ships erreichen 400 m Länge).

## Verkehr

### Schiffe
Zwei Drittel des Schiffsverkehrs ist Durchgangsverkehr von einer Schleuse zur anderen, ein Drittel Teilstreckenverkehr. Ein Großteil der Schiffe ist Feederverkehr, der, aus dem Ostseeraum kommend, die Häfen in der südlichen Nordsee oder Hamburg anläuft, wo ihre Ladungen zu Trans-Ozean-Passagen zusammengestellt werden. 
Das nach den Abmessungen bis dahin größte den Kanal passierende Frachtschiff war am 21. März 1998 die Nürnberg Express mit 240,5 Metern Länge, 32,2 Metern Breite und 38.991 BRZ. Ihre Länge überschritt die im Allgemeinen zulässigen Maße. Der 229 Meter lange und 32,24 Meter breite Massengutfrachter Aeolian Vision, der den Kanal am 15. April 2012 mit einem Tiefgang von 7,2 Metern passierte, besaß mit 43.767 BRZ eine größere Bruttoraumzahl. Die größten Schiffe überhaupt im Kanal waren mit rund 251 Metern Länge und 36 Metern Breite die Schlachtschiffe Bismarck (zwischen September 1940 und März 1941 insgesamt drei Durchfahrten) und Tirpitz (im Januar 1942 zwei Durchfahrten). Im September 2000 wurde der Rohbau des 258 Meter langen und 32,25 Meter breiten Passagierschiffs Norwegian Sun durch den Kanal geschleppt.

### Anzahl Schiffe, Güter

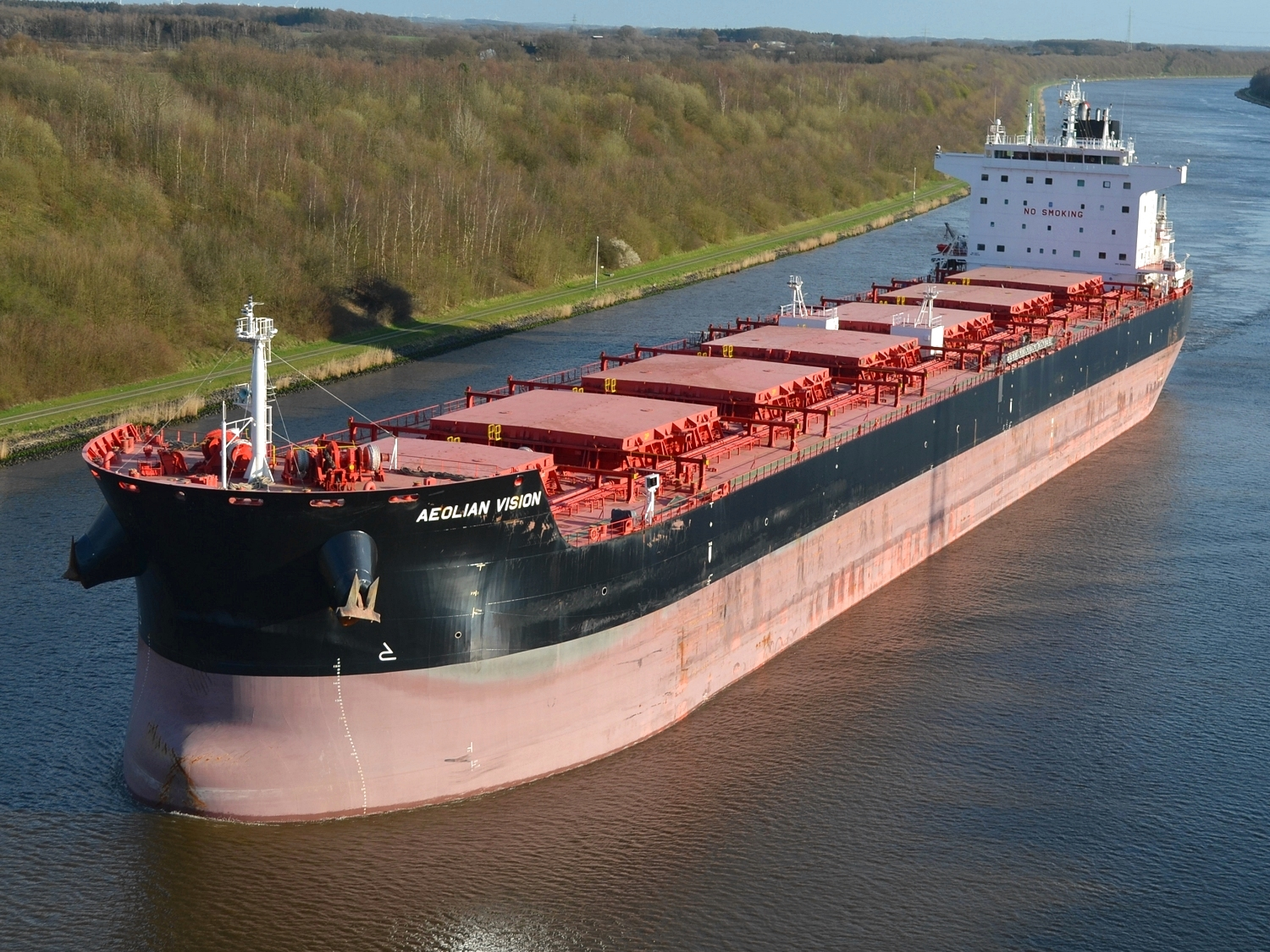
Die Aeolian Vision am 15. April 2012 im Kanal

Die folgenden Zahlen im Text und in der Tabelle sind alle ohne die etwa 12.000 Sport- und Kleinfahrzeuge, die jährlich den Kanal nutzen.
| Güterverkehr auf dem NOK | Güterverkehr auf dem NOK | Güterverkehr auf dem NOK    | Güterverkehr auf dem NOK |
| Jahr                     | Schiffe Anzahl           | Güterverkehr in Mio. Tonnen | Summe BRZ in Mio.        |
| ------------------------ | ------------------------ | --------------------------- | ------------------------ |
| 1999                     | 35.000                   |                             |                          |
| 2004                     | 41.000                   | 080                         |                          |
| 2005                     |                          |                             |                          |
| 2006                     | 43.000                   |                             |                          |
| 2007                     |                          |                             |                          |
| 2008                     | 42.811                   | 106                         | 166                      |
| 2009                     |                          | 070                         |                          |
| 2010                     |                          | 084                         |                          |
| 2011                     | 33.522                   | 098                         | 155                      |
| 2012                     | 34.879                   | 104                         |                          |
| 2013                     | 31.097                   | 095                         |                          |
| 2014                     | 32.600                   | 099                         |                          |
| 2015                     | 32.122                   | 091                         | 155                      |
| 2016                     | 29.284                   | 084                         | 129                      |
| 2017                     | 30.269                   | 087                         |                          |
| 2018                     | 30.009                   | 087                         |                          |
| 2019                     | 28.797                   | 083                         |                          |
| 2020                     | 25.247                   | 074                         |                          |

Nachdem die Zahl der Schiffe mit etwa 35.000 im Jahr 1999 einen Tiefstand erreicht hatte, stieg sie, den Trends im internationalen Schiffsverkehr folgend, kontinuierlich bis zur Wirtschaftskrise 2008. 2004 passierten ca. 41.000 Schiffe mit 80 Mio. t Ladung den Kanal, 2006 waren es etwa 43.000 Fahrzeuge.
2008, im Jahr vor der Wirtschaftskrise, beförderten 42.811 Schiffe 106 Millionen Tonnen Güter. Im Jahr 2011 durchfuhren den Kanal 33.522 Schiffe mit einer Gesamt-Bruttoraumzahl (BRZ) von 155 Mio. Die gesamte transportierte Gütermenge stieg im Vergleich zum Vorjahr um 16,9 % und betrug 98 Mio. t. Dies zeigt, dass die Größe der Schiffe und die Menge ihrer Ladung steigen, nicht aber die Anzahl der Schiffe. Im Jahr 2012 passierten 34.879 Schiffe (+4 %) mit einer gesamten BRZ von 166 Mio. (+8 %) den Kanal, die transportierte Ladungsmenge lag bei 104 Mio. t (+6 %). 2013 passierten 31.097 Schiffe (−11 %), die transportierte Ladungsmenge lag bei 95 Mio. t (−9 %), wobei in jenem Jahr der Kanal durch verschiedene Gründe (größere Reparaturarbeiten, Streiks, Stürme und eine schwere Havarie) insgesamt an 18 Tagen gesperrt war. Hier macht sich auch die jahrelange Vernachlässigung bei der Infrastruktur durch den Bund bemerkbar. 2014 nutzten rund 32.600 Schiffe den Kanal, die Summe deren BRZ betrug 155,5 Millionen (+3 %), die transportierte Ladungsmenge lag bei 99 Mio. t (+5 %). Im Jahr 2015 fuhren 32.122 Schiffe (−1,4 %) durch den Kanal, deren BRZ lag zusammen bei 155 Mio. 2016 fuhren 29.284 Schiffe im Kanal, davon 20.933 im reinen Durchgangsverkehr, im Teilstreckenverkehr waren es 8351. Dabei wurden nur noch 84 Mio. t Ladung befördert (−8 %), die Bruttoraumzahl aller Schiffe betrug zusammen 129 Mio. BRZ.
Im Jahr 2017 passierten 30.269 Schiffe den Kanal, insgesamt 87 Mio. Tonnen wurden dabei transportiert, im Jahr 2018 waren es 30.009 Schiffe mit 87 Mio. t. 2019 transportierten 28.797 Schiffe 83 Mio. t Ladung (−5 %) durch den Kanal.

### Verkehrsvorschriften

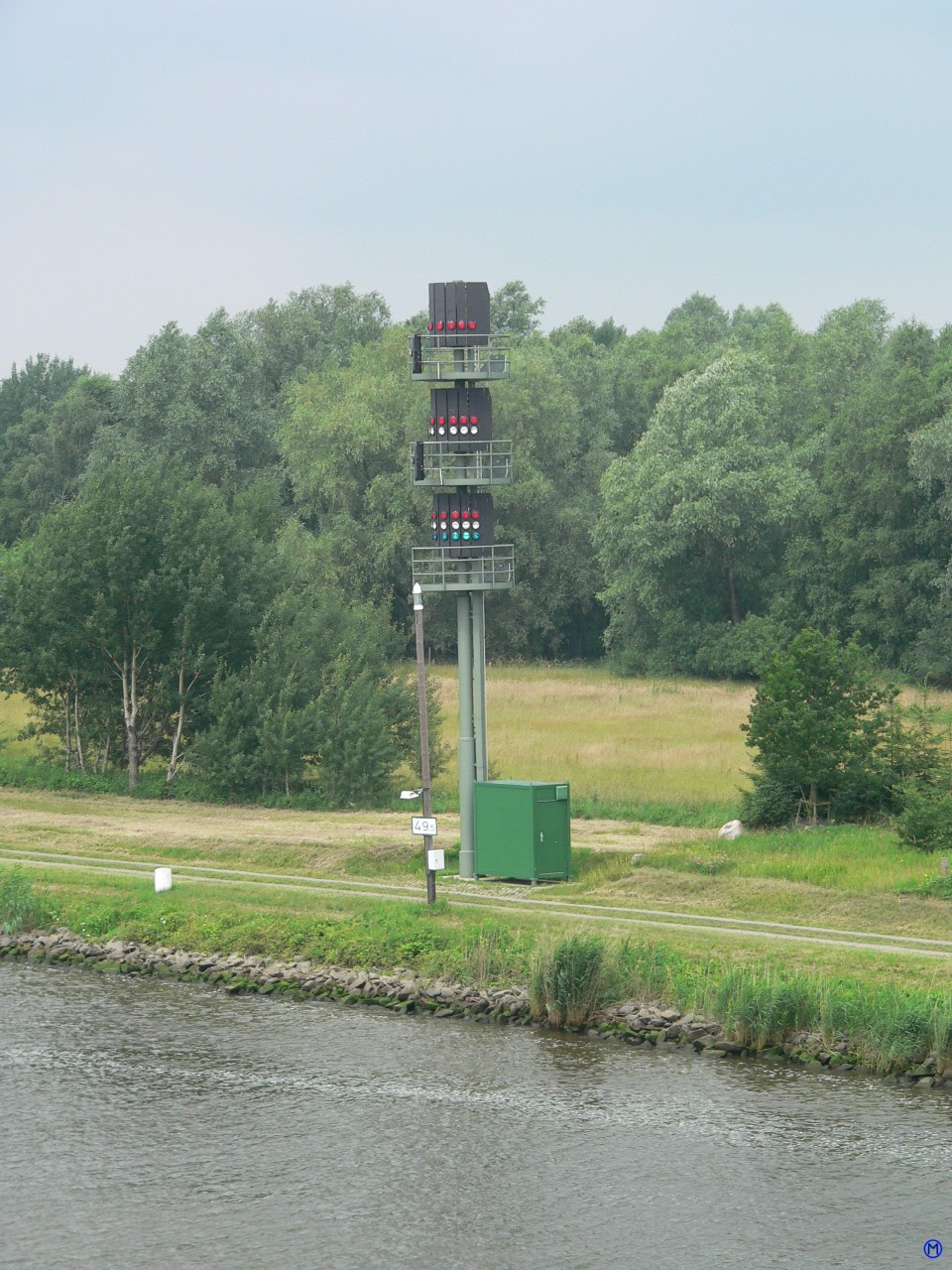
Verkehrszeichenanlage

Auf der Binnenwasserstraße Nord-Ostsee-Kanal gilt die Seeschifffahrtsstraßen-Ordnung, da der NOK überwiegend von Seeschiffen befahren wird. Es gelten auf ihm sehr umfangreiche Verkehrsvorschriften. Die Seeschifffahrtsstraßen-Ordnung in Verbindung mit den Bekanntmachungen der Generaldirektion Wasserstraßen und Schifffahrt (GDWS) enthält Regeln für das Begegnen und Überholen, da der Kanal nicht ausreichend breit ist, um allen Schiffen einen sicheren Begegnungsverkehr zu ermöglichen. Dazu wurden für die großen Schiffe 12 Ausweichstellen (genannt Weichen) geschaffen, wo die Begegnung bzw. auch ein Überholen möglich ist.
Aufgrund der Enge und der hohen Verkehrsdichte im Kanal müssen alle größeren Schiffe einen Lotsen an Bord nehmen, der schon die schwierige Durchfahrt an den Schleusen begleitet. Bei Überschreiten bestimmter Abmessungen müssen zusätzlich Kanalsteuerer aufgenommen werden, die dann die Steuerung der Schiffe übernehmen. Dadurch konnten die anfänglich aufgetretenen Unfälle und Havarien aufgrund der besonderen hydrodynamischen Bedingungen im engen Fahrwasser mit vielen Begegnungen nachhaltig vermieden werden. Im Kanal gilt eine generelle Höchstgeschwindigkeit von 12 km/h. Eine Fahrt durch den Kanal dauert durchschnittlich 7 bis 9 Stunden.
Um eine möglichst reibungslose Kanalpassage der Schiffe zu ermöglichen, müssen die Schiffsführer vor Einfahrt in die Schleusen und den Kanal ihr Schiff anmelden. Dadurch kann schon während des Zulaufs der Schiffe bzw. auf den Kanalreeden unter Berücksichtigung der bereits im NOK befindlichen Schiffe für diese Fahrzeuge die Durchfahrt geplant werden. Generell prüfen die Nautiker in der Verkehrszentrale Nord-Ostsee-Kanal die Kanaltauglichkeit der Fahrzeuge und nehmen eine Einteilung in Abhängigkeit von Länge, Breite, Tiefgang und transportierter Ladung in sechs Verkehrsgruppen vor. Verkehrsgruppe 1 sind dabei die kleinsten und Verkehrsgruppe 6 die größten Fahrzeuge. Jede Gruppe verkehrt für sich gemeinsam durch den Kanal. Die Gruppenzahl ist Grundlage für die Zulässigkeit der Begegnung zweier Gruppen, die sich aus der Begegnungssummenzahl ergibt. Wenn diese Summe die für eine Kanalstrecke gültige Zahl überschreitet, dürfen sich die beiden Gruppen nicht passieren und eine Gruppe muss bei bevorstehender Begegnung in einer Weiche warten.
Die Einteilung der Schiffe in diese Verkehrsgruppen und die Überwachung und Verkehrslenkung während der Durchfahrt gehört zu den Kernaufgaben der Verkehrszentrale. Sie untersteht dem Wasserstraßen- und Schifffahrtsamt Nord-Ostsee-Kanal und hat ihren Sitz auf der Mittelinsel der großen Schleusen in Brunsbüttel, die einen guten Überblick über den gesamten Schleusenbereich bietet.
| Tiefgang  | Länge       | Breite | Mastenhöhe (über Wasserspiegel) |
| --------- | ----------- | ------ | ------------------------------- |
| 7 m 9,5 m | 235 m 160 m | 32,5 m | 40 m                            |

Ab einer Schiffslänge von 160 m reduziert sich der zulässige Tiefgang abhängig von Länge und Breite des Schiffs. Die Kombination aus L = 235 m und B = 32,5 m ist nur zulässig, wenn der Tiefgang 7,0 m nicht überschreitet.
Schlepperpflicht
Da es beim Einlaufen in die Schleusen in Brunsbüttel und Kiel-Holtenau aufgrund von technischen Defekten an Fahrzeugen zu Toranfahrungen kam, wurde ab 1. April 2022 für Schiffe bestimmter Größe mit festgelegtem Tiefgang bei entsprechenden Windverhältnissen eine Schlepperannahmepflicht eingeführt.

#### Kanallotsen

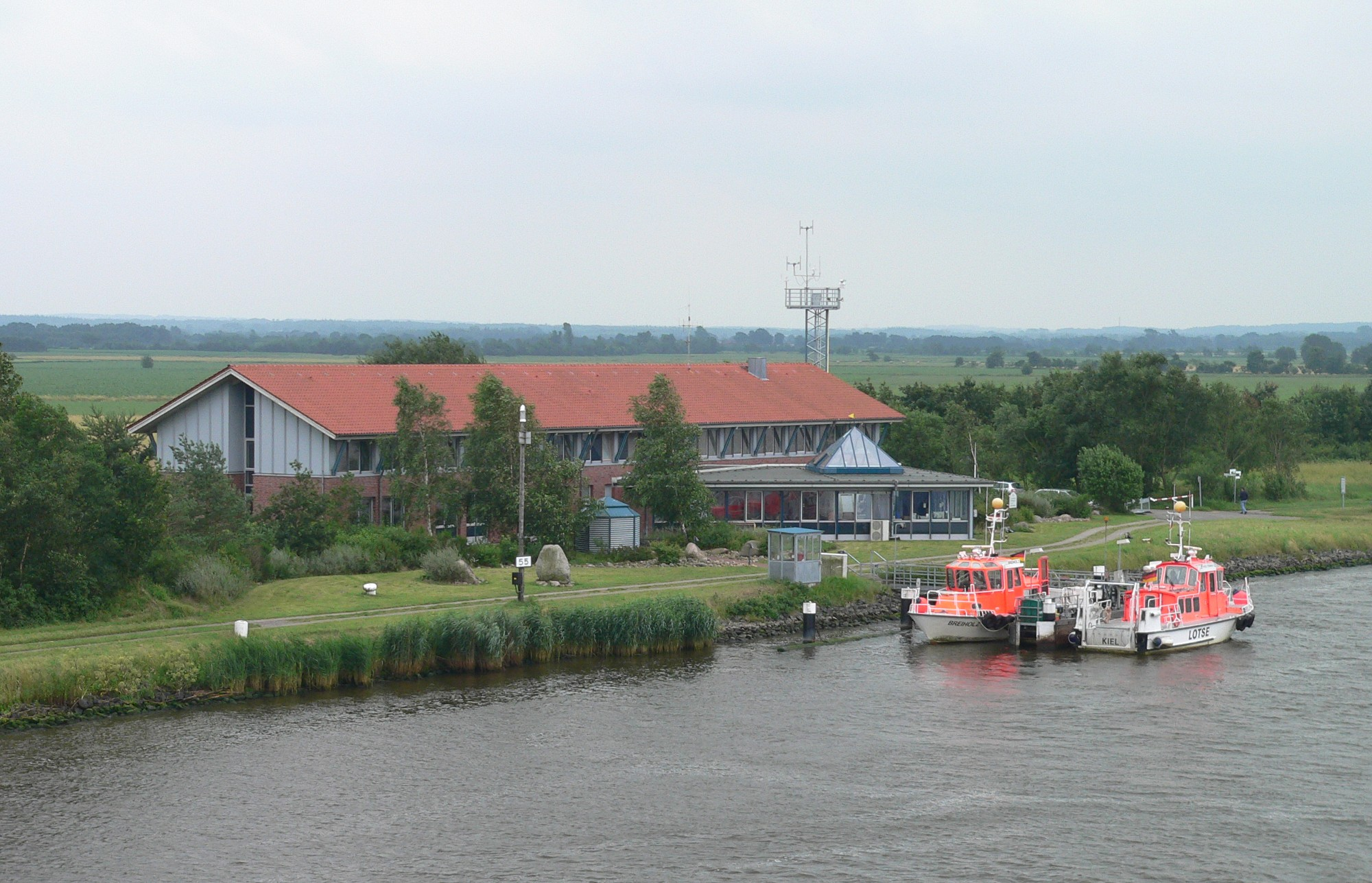
Die Lotsenstation Rüsterbergen in der Kanalmitte bei Kanal-Kilometer 55

Fahrzeuge der Verkehrsgruppe 1 dürfen den Kanal als sogenannte Freifahrer passieren. Darunter fallen kleine Schiffseinheiten wie kleine Segel- und Motoryachten, die insbesondere unter bestimmte Längen- und Tiefgangsvorgaben fallen und nur tagsüber passieren dürfen. Jedes größere Schiff, das den Nord-Ostsee-Kanal durchfährt, ist verpflichtet, einen Kanallotsen aufzunehmen. Fahrzeuge der Verkehrsgruppen 2 und 3 können als Freifahrer passieren, wenn der Schiffsführer eine entsprechende Prüfung abgelegt hat. Die Kanallotsen des Nord-Ostsee-Kanals waren bis 1922 verbeamtet. Heutzutage sind sie als Freiberufler genossenschaftlich organisiert. Es gibt zwei Lotsenbruderschaften: Lotsenbrüderschaft Nord-Ostsee-Kanal I in Brunsbüttel und Lotsenbrüderschaft Nord-Ostsee-Kanal II, Kiel, Lübeck, Flensburg in Kiel-Holtenau.
Die Kanallotsen werden in den Schleusen Holtenau bzw. Brunsbüttel aufgenommen und in der Kanalmitte an der Lotsenversetzstation Rüsterbergen gewechselt.

#### Kanalsteurer
In Deutschland einmalig ist, dass auf dem Nord-Ostsee-Kanal zusätzlich zur Lotsenpflicht eine Pflicht zur Annahme von Steurern besteht, um Havarien zu vermeiden. Überschreitet ein Schiff bei der Kanalpassage zwischen den in der folgenden Tabelle genannten Orten die angeführten Werte, muss es die folgende Anzahl Kanalsteurer annehmen:
|              | Kiel-Holtenau → Rüsterbergen | Rüsterbergen → Brunsbüttel | Kiel-Holtenau → Brunsbüttel |
| ------------ | ---------------------------- | -------------------------- | --------------------------- |
| Länge        | 100,0 m / 115,0 m            | 100,0 m / 120,0 m          | 100,0 m / 120,0 m           |
| Breite       | 15,5 m / 14,0 m              | 16,5 m / 14,5 m            | 19,0 m / 17,0 m             |
| Tiefgang     | 6,1 m / 6,1 m                | 6,1 m / 6,1 m              | 7,0 m / 7,0 m               |
| Kanalsteurer | ein Kanalsteurer             | ein Kanalsteurer           | zwei Kanalsteurer           |

### Verkehrslenkung

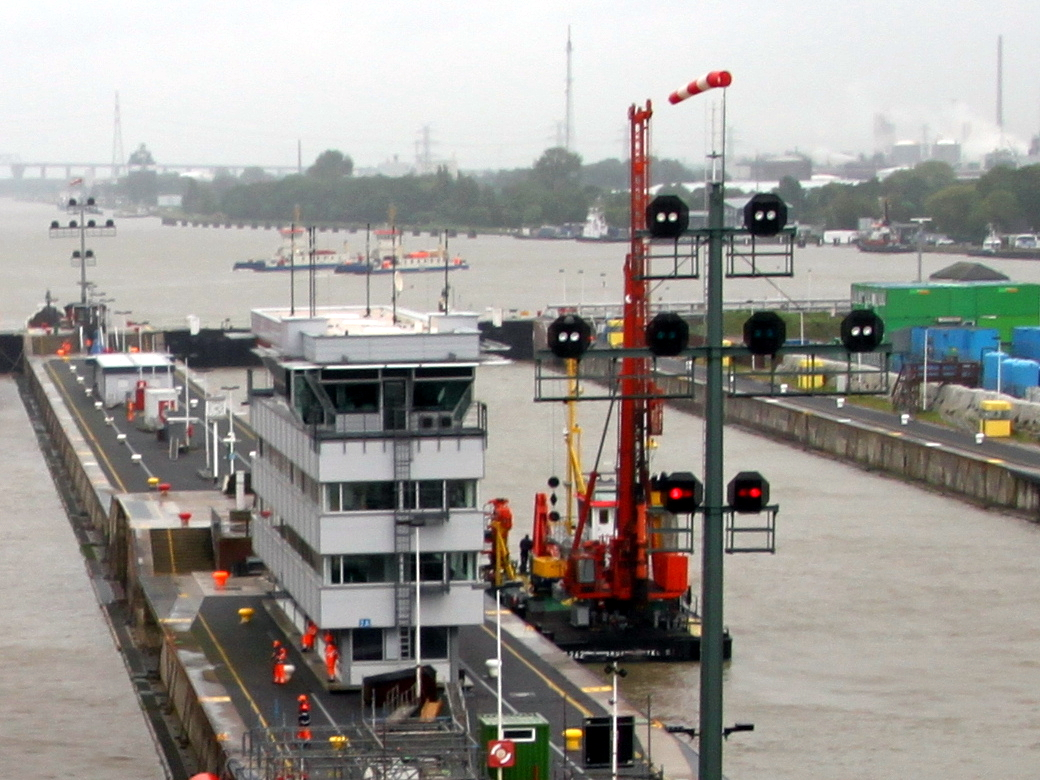
Verkehrszentrale NOK zwischen den großen Schleusenkammern der Schleuse Brunsbüttel

Seit Bestehen des Nord-Ostsee-Kanals (NOK) wird dieser in eine Ost- und eine Weststrecke aufgeteilt. Ungefähr in der Mitte des Kanals (früher Alte Lotsenstation bei Nübbel, heute Lotsenstation Rüsterbergen) wird der beratende Lotse gewechselt. Die zuständige Lenkung befand sich für die Oststrecke in Kiel-Holtenau, VKZ NOK II, Funkrufname Kiel Kanal 3, für die Weststrecke befand sich die Lenkung in Brunsbüttel, VKZ NOK I, Funkrufname Kiel Kanal 2. Die ursprüngliche Verkehrslenkung auf dem NOK basierte auf den Meldungen (Schiffsname, Weichenpassierzeit) der Weichenwärter. Die Meldungen wurden in der jeweiligen Verkehrszentrale erfasst und durch den Lenker als Basis für die weitere Verkehrsplanung auf dem Papierdiagramm verwendet. Die Planung erfolgte manuell mit Lineal und Bleistift und wurde permanent auf den aktuellen Stand gebracht.
Am 7. Oktober 2006 wurde ein modernisiertes Verkehrssicherungssystem in Betrieb genommen. Die beiden Verkehrszentralen wurden beim damaligen Wasserstraßen- und Schifffahrtsamt Brunsbüttel zur Verkehrszentrale Nord-Ostsee-Kanal zusammengelegt. Das System basiert auf dem Automatic Identification System (AIS) Klasse A. Die AIS-Daten werden von der Wasserstraßen- und Schifffahrtsverwaltung des Bundes gesammelt und u. a. der VKZ NOK zur Verfügung gestellt. Mit diesen AIS-Daten als Ersatz für die Meldungen der Weichenwärter planen die Verkehrslenker heute noch genauso wie seit dem Bestehen des NOK. Die AIS-Daten werden über das Weg-Zeit-Bild (WZB) visualisiert. Das WZB ist direkte digitale Visualisierung des Papierdiagramms. Die Lenkung des Schiffsverkehrs wird immer noch manuell geplant. Die Signalsetzung in den Weichen erfolgt durch das Computersystem auf der Basis der getroffenen Verkehrslenkungsmaßnahmen. Der Verkehrslenker hat jederzeit die Möglichkeit, die Signalsetzung manuell zu ändern. Durch diese zentrale Weichensignalsetzung der VKZ NOK wurden die Weichenwärter überflüssig, das dadurch frei gewordene Personal wurde auf andere Dienstposten verteilt.
Die getroffenen Verkehrslenkungsmaßnahmen werden alle 30 Minuten über UKW auf dem jeweiligen Verkehrssicherungsfunkkanal mit dem Sammelanruf ausgestrahlt.
Auf der Weststrecke jede 15. und 45. Minute, auf der Oststrecke jede 20. und 50. Minute.

## Ökologie
Der Bau des Kanals hatte schwere Auswirkungen auf den Wasserhaushalt der Eider. Diese wurde durch den Kanalbau von ihrem Oberlauf abgeschnitten. Dadurch verringerte sich insbesondere die Strömung Richtung Nordsee. Der Einfluss der Nordsee wurde dominant, Deiche zur Sturmflutsicherung mussten bis Rendsburg gebaut werden. Zudem trägt der Flutstrom mehr Sedimente, insbesondere Faulschlamm, in die Eider, als die Ebbe und die nun wesentlich schwächere natürliche Strömung wieder hinaustragen; der Fluss drohte zu versanden, was wiederum das Sturmflutrisiko erhöhte. Durch den Bau der Schleuse Nordfeld 1937 konnte das Problem für den Mittellauf der Eider gelöst werden, insgesamt hat sich der Wasserhaushalt der Eider bis heute nicht vom Kanalbau erholt.
Ähnliche Auswirkungen hatte der Bau auf andere vom Kanal durchtrennte Fließgewässer, etwa die Wilsterau, die zunehmend verschlickt, oder die Holstenau, die ungefähr parallel zum Kanal verläuft und durch ihn in drei Teile getrennt wurde. Auch die Gieselau wurde vom NOK durchtrennt.
Salzgehalt
Durch die Flüsse wird dem Kanal Süßwasser zugeführt. Durch die Schleusen an der Elbmündung und an der Kieler Förde gelangt bei jedem Schleusungsvorgang Salzwasser in den Kanal. Die Entwässerung findet hauptsächlich auf der Elbseite bei Brunsbüttel statt, wo während des Niedrigwassers bei normalen Wasserstandsverhältnissen ein ausreichender Höhenunterschied besteht.
Der Salzgehalt beträgt 3–7 Promille an der Elbseite und 10–14 Promille an der Kieler Förde, abhängig vom Abflussregime. Es wurden sowohl Süß- als auch Salzwasserfische heimisch.

## Touristik

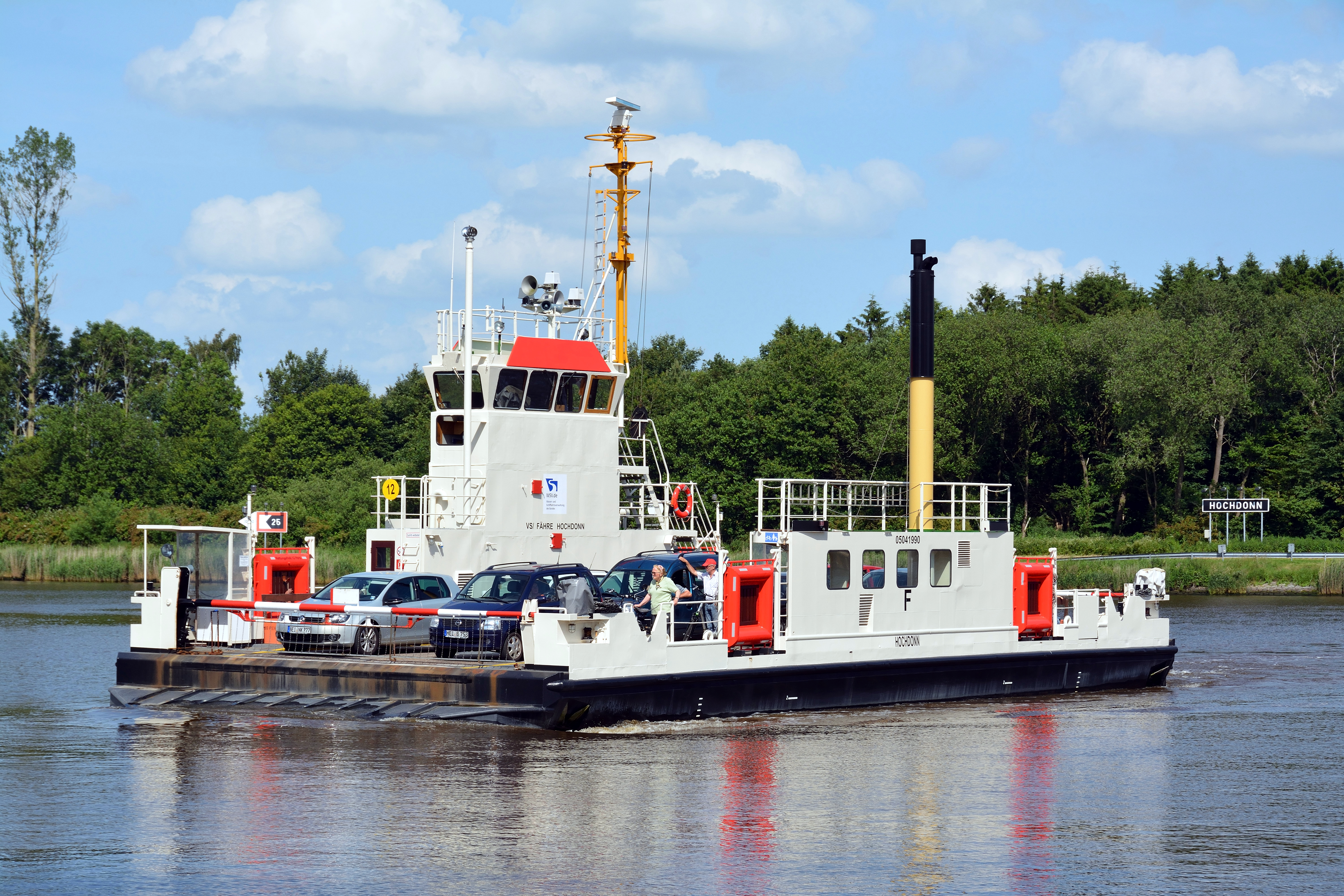
Kanalfähre Hochdonn in Hochdonn

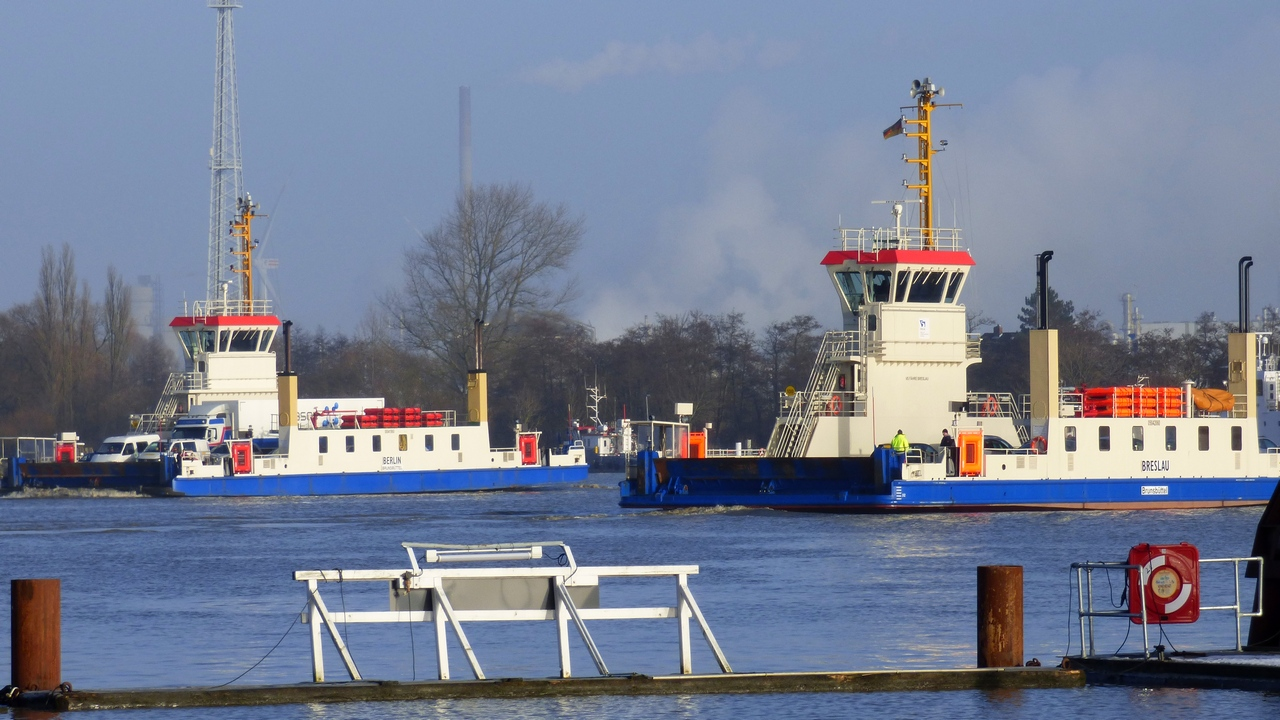
Kanalfähren Breslau und Berlin in Brunsbüttel

Der befestigte Betriebsweg am Kanal ist für Fußgänger und Radfahrer freigegeben und ermöglicht beidseitig nahezu auf voller Länge steigungsfreie Radtouren in nächster Nähe zu den Schiffen. Das Übersetzen auf die jeweils andere Kanalseite mit einer der zahlreichen Fähren ist kostenlos. Dies hatte bereits Kaiser Wilhelm in einer Anordnung verfügen lassen, um eine größere Akzeptanz in der Bevölkerung zu erreichen, da die künstliche Wasserstraße ältere Verkehrswege durchschneidet. Die Radwege am Nord-Ostsee-Kanal sind Teil der im Mai 2004 eröffneten Deutschen Fährstraße, einer rund 250 Kilometer langen Ferienstraße, die von Bremervörde an der Oste bis Kiel führt.
In Hochdonn und Hohenhörn gibt es Campingplätze am Kanal. An einigen Kanalfähren und in unmittelbarer Nähe zur Kieler Schleuse sind Stellplätze für Wohnmobile vorhanden. Nahe dem Hochdonner Campingplatz liegt die öffentliche Badestelle Klein Westerland. Sie wird von der Gemeinde Hochdonn unterhalten und ist die einzige Badestelle am Nord-Ostsee-Kanal.
Die Schleusenanlagen in Brunsbüttel und Kiel können, ebenso wie das dort jeweils befindliche Schleusenmuseum, ganzjährig besichtigt werden. Für den Bau der 5. Schleusenkammer in Brunsbüttel – Deutschlands größter Wasserbaustelle – werden Führungen durch die örtliche Volkshochschule angeboten.
Je ein Rastplatz bei der Autobahnbrücke der A 23 (nordwärts, vor dem Kanal) sowie zwischen den Anschlussstellen 8 und 9 der A 7 ermöglichen einen Ausblick auf den Kanal.
Seit dem 2. Juni 1997 gibt es die Schiffsbegrüßungsanlage Rendsburg. Dort wird jedes Schiff durch Dippen der Flagge und mit der jeweiligen Nationalhymne unter der Eisenbahnhochbrücke begrüßt.

## Querungen

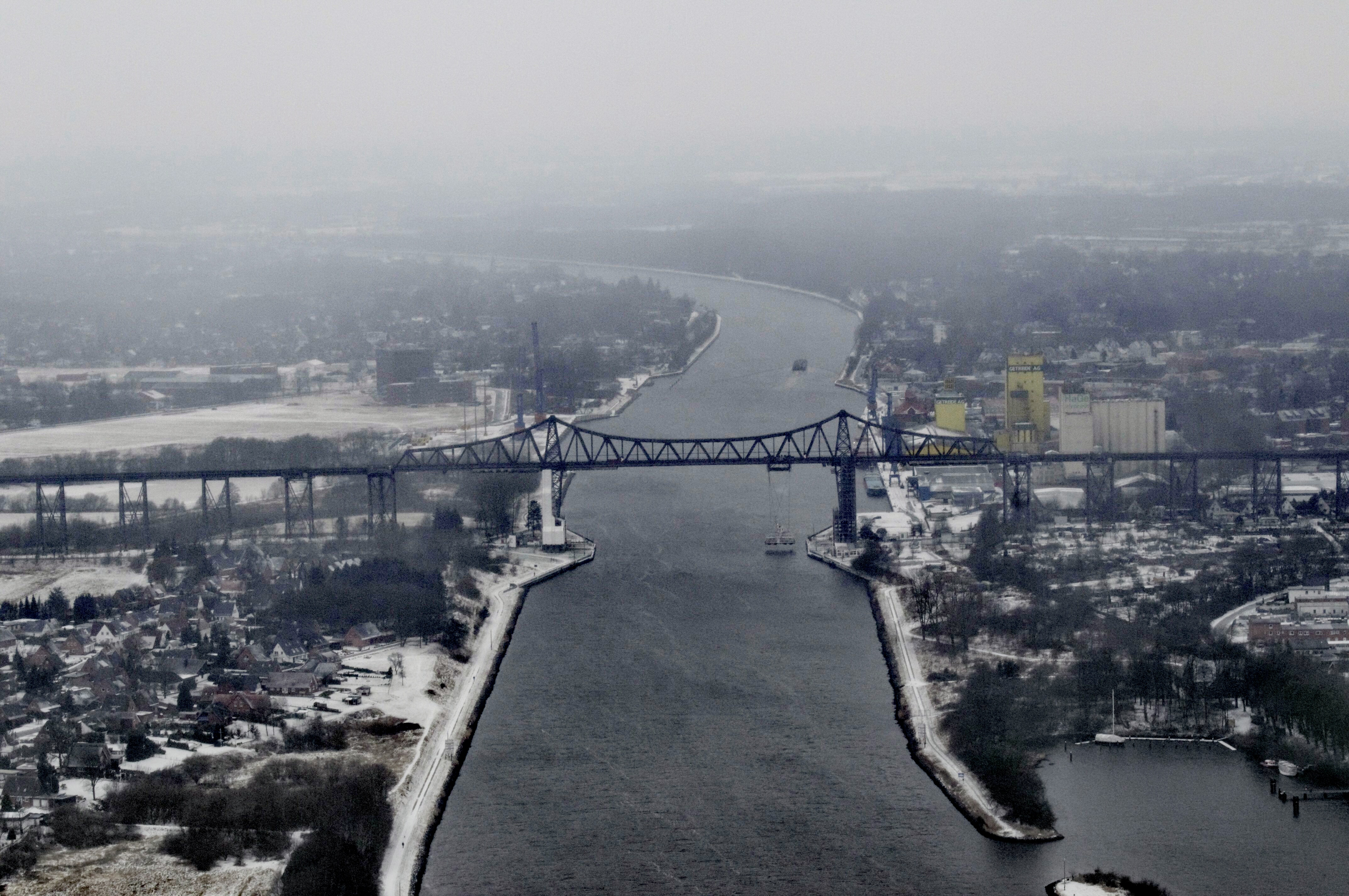
Rendsburger Eisenbahnhochbrücke mit Schwebefähre (2013)

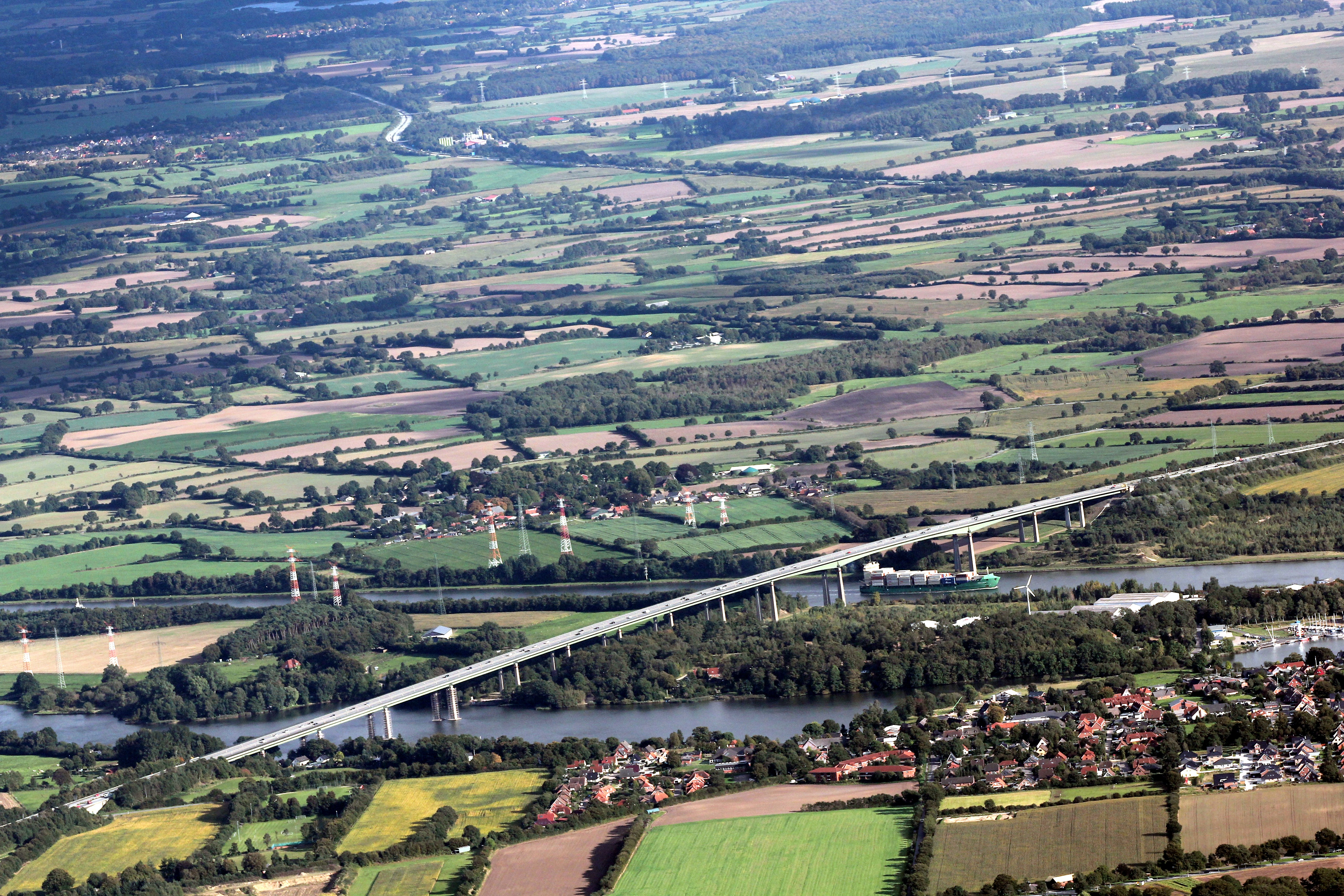
Rader Hochbrücke und Hochspannungsleitungen

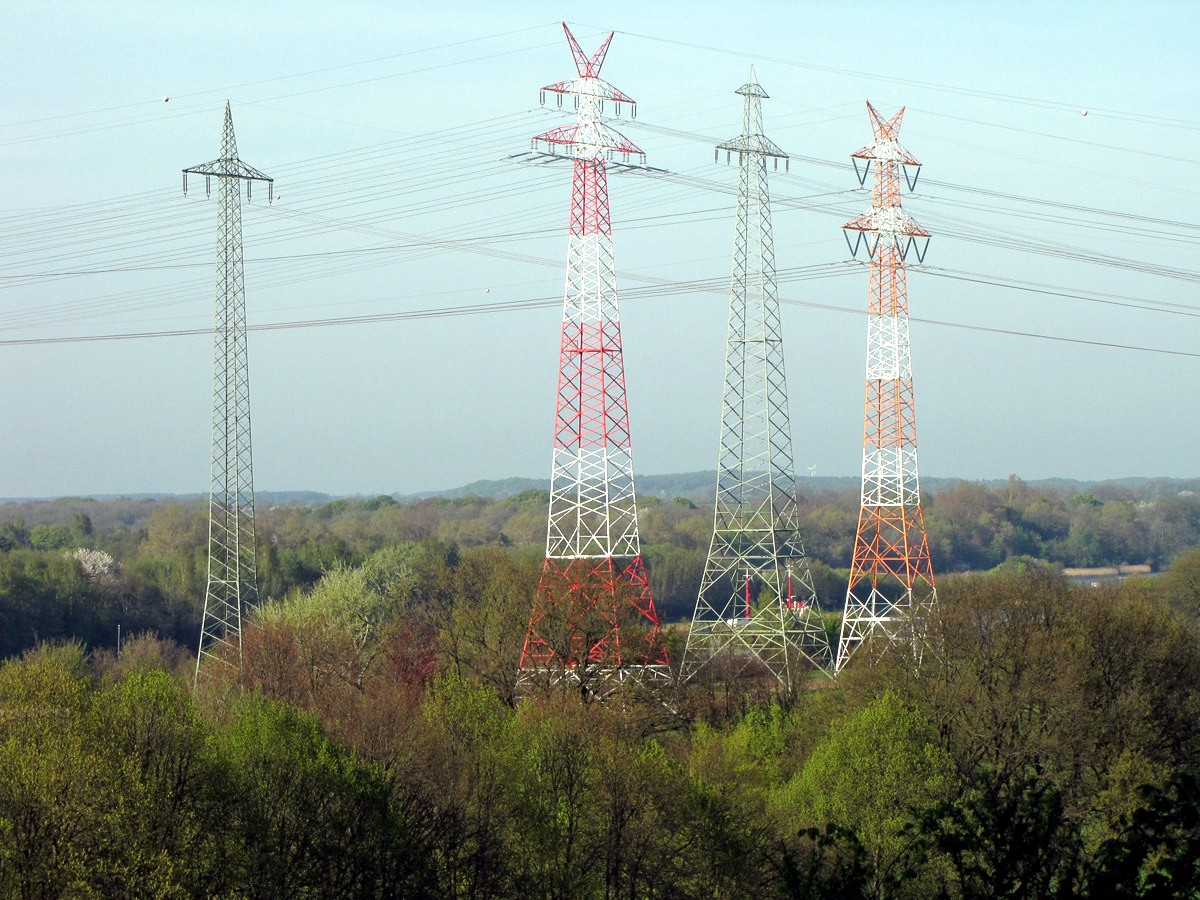
Hochspannungsleitungen neben der Rader Hochbrücke

Kanalquerungen sind grundsätzlich kostenlos. Das heißt nicht nur, dass die Fähren gratis benutzt werden können, sondern auch, dass der Bund für die Instandhaltung der Eisenbahnbrücken aufkommt.

### Brücken
- Hochbrücke Brunsbüttel (Kanalkilometer 6,1), vierstreifige Kraftfahrstraße ohne Randstreifen (Bundesstraße 5)
- Hochbrücke Hochdonn (km 18,8; Eisenbahnstrecke Elmshorn–Westerland)
- Hochbrücke Hohenhörn (km 24,9; Bundesautobahn 23)
- Grünentaler Hochbrücke (km 31,1; Eisenbahnstrecke Neumünster–Heide und ehem. B 204)
- Rendsburger Hochbrücke (km 62,6) mit Schwebefähre (Eisenbahnstrecke Neumünster–Flensburg)
- Rader Hochbrücke (km 68,2; Bundesautobahn 7)
- Levensauer Hochbrücken (km 93,6: alte Bundesstraße 76 und Bahnstrecke Kiel–Flensburg; km 93,7: neue Bundesstraße 76)
- Zwei parallele Straßenhochbrücken in Holtenau (km 96,7), jeweils dreistreifig plus Rad- und Fußweg (Bundesstraße 503)

Historische Brücken
- Drehbrücke Taterpfahl
- Rendsburger Drehbrücken

### Tunnel
- Kanaltunnel Rendsburg (km 60,9), vierstreifige Kraftfahrstraße ohne Randstreifen (Bundesstraße 77, Bundesstraße 202)
- Fußgängertunnel in Rendsburg (km 61,5)
- Der Öffentlichkeit nicht zugänglicher Versorgungstunnel in Holtenau

### Fähren

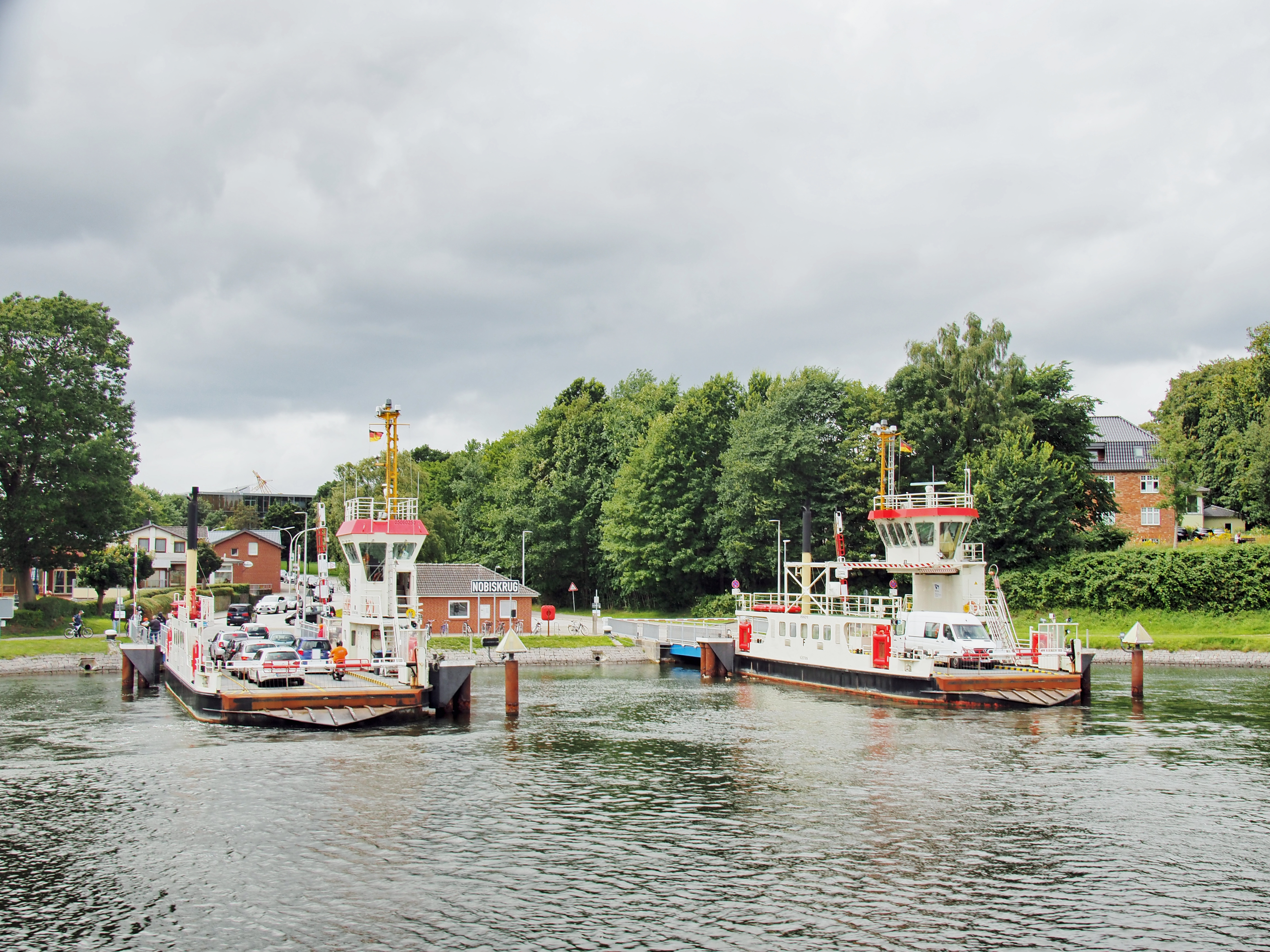
Beide Fähren am Fähranleger Schacht-Audorf Nobiskrug

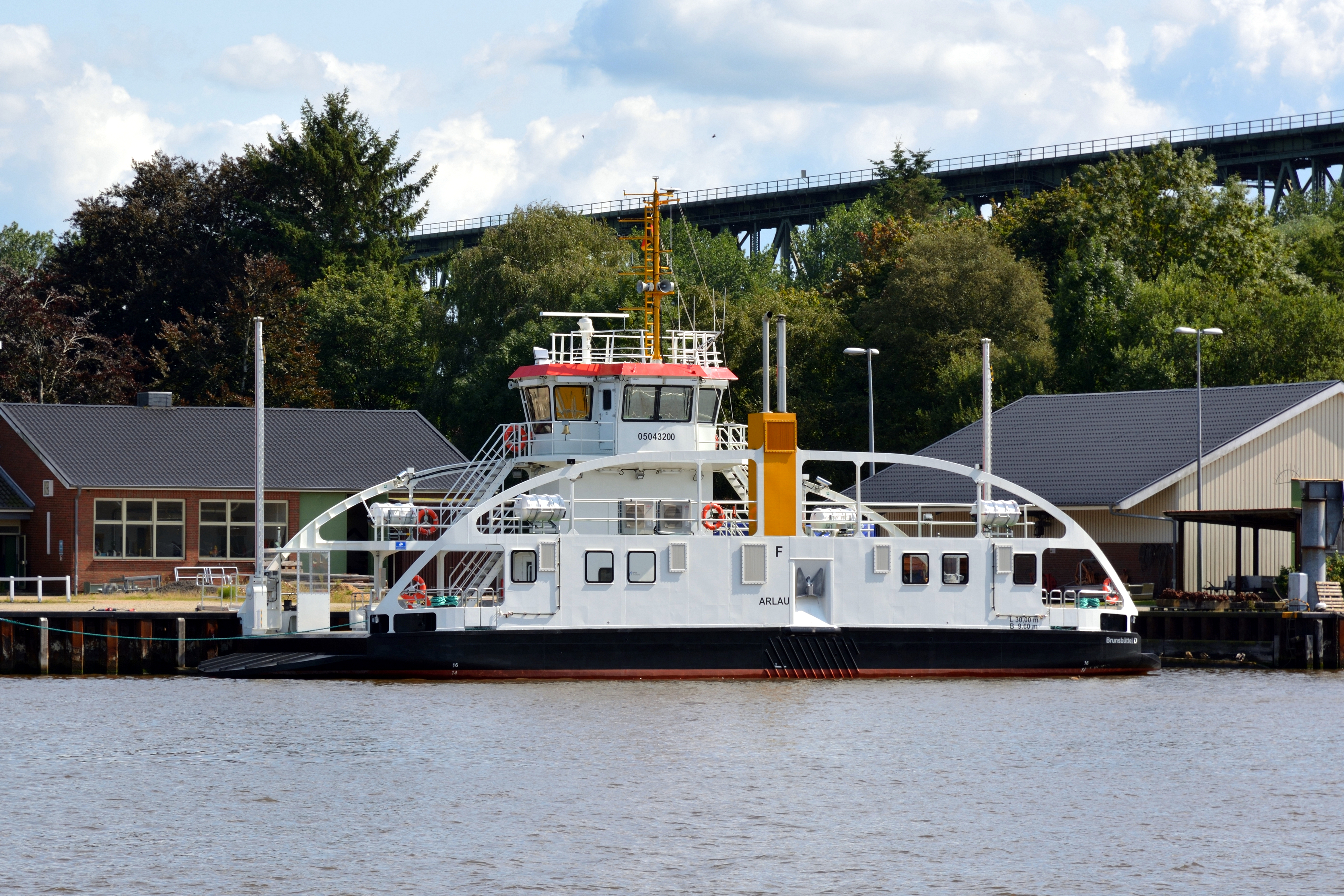
Die Arlau, das Typschiff der Arlau-Klasse

Alle Fähren sind, soweit nichts anderes angegeben, für Personen und Fahrzeuge nutzbar. Seit 2021 werden sie durch Neubauten der Arlau-Klasse ersetzt.
- Brunsbüttel (Kanalkilometer 2,1; 100 t Kapazität)
- Ostermoor (km 4,3; 45 t Kapazität)
- Kudensee (km 7,4)
- Burg (km 14,8)
- Hochdonn (km 19,0)
- Hohenhörn (km 24,0)
- Fischerhütte (km 35,6)
- Oldenbüttel (km 41,1)
- Rüsterbergen (eingestellt)[134]
- Breiholz (km 50,0)
- Rendsburg (km 62,6) Schwebefähre[135]
- Schacht-Audorf Nobiskrug (km 65,3)
- Sehestedt (km 75,3)
- Landwehr (km 86,7)
- Kiel-Holtenau (km 97,3; knapp 50 Personen, keine Fahrzeuge (Fahrräder erlaubt))[136]

In der Anfangszeit des Betriebs der Fährlinie Wik–Holtenau musste jede Fahrt bezahlt werden. Die zunächst geltende Kostenpflicht für die Personenfähre lässt sich damit erklären, dass durch die vorhandenen Brücken in Kiel eine Verbindung über den Kanal bestand und die Personenfähre damit zusätzlich zu der bereits erfüllten Pflicht der Wasserstraßen- und Schifffahrtsverwaltung, für Querungsmöglichkeiten zu sorgen, eingeführt wurde. Da diese Kostenpflicht aber im Widerspruch stand zu der auf dem übrigen Kanal geltenden Regelung, wurde die Bezahlverpflichtung aufgehoben. Zurzeit gilt daher, dass alle Fähren über den Nord-Ostsee-Kanal kostenfrei nutzbar sind.

### Hochspannungsleitungen

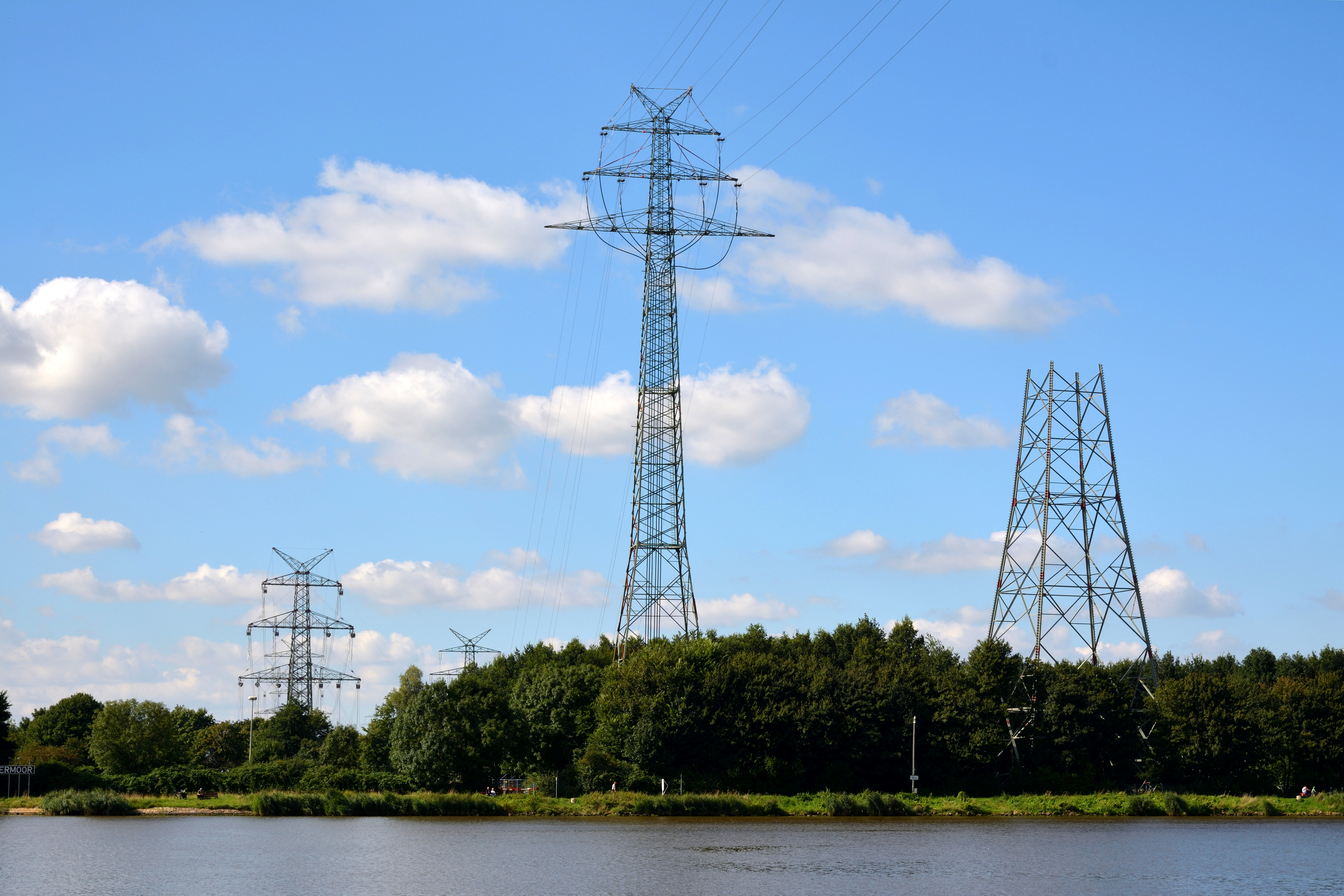
Neubau Ostermoor (Zustand 2016)

- am Fähranleger Ostermoor (km 4,5; Westküstenleitung)
- bei Bornholt (km 28,1) (Masthöhe: 78 Meter)
- bei Rendsburg (km 64,9) (Masthöhe Nordufer: 80 Meter, Südufer: 88 Meter)
- an der Rader Hochbrücke (km 68,8) (4 Leitungen, Masthöhe bis 74 Meter)
- bei Groß Nordsee (km 83,3) (Masthöhe: 76 Meter)

## Strategische Bedeutung
Bismarcks zentrales politisches Argument für den Bau des Kanals war dessen militärische Bedeutung, um die Hochseeflotte zwischen Nord- und Ostsee verlegen zu können, ohne dänische Gewässer zu befahren, siehe Abschnitt Geschichte. Allerdings nutzte die Marine den Kanal nie in einem Ausmaß, das die Baukosten gerechtfertigt hätte. Die größte Seeschlacht des Ersten Weltkriegs fand 1916 im Skagerrak statt und im Zweiten Weltkrieg hatte die Marine durch die technische Entwicklung im Luftkrieg bereits an Bedeutung verloren. Eine NDR-Dokumentation von 2021 beschreibt dies als "Ironie der Geschichte", wobei sie die herausragende Bedeutung des Kanals für die zivile Handelsschiffahrt hervorhebt.
Militärisch erlangte der Kanal allerdings während des Kalten Krieges eine große Bedeutung. Einerseits wäre er für durchstoßende Truppen des Ostblocks ein „natürliches“ Hindernis gewesen, jedenfalls nach Landungen südlich von Kiel. Andererseits war er der Dreh- und Angelpunkt für die 6. Panzergrenadierdivision, das Territorialkommando Schleswig-Holstein und das Hauptquartier der Alliierten Landstreitkräfte Schleswig-Holstein und Jütland. Logistik und Mobilmachung hingen an der Sicherung des Kanals. Ihr dienten viele Militärmanöver der NATO.

## Internationaler Vergleich
Der NOK ist eine der meistbefahrenen künstlichen Wasserstraßen der Welt. Die Menge der transportierten Güter liegt jedoch deutlich unter der des Panamakanals und des Suezkanals.
| Kanal                 | Länge (km, aktuell) | Inbetriebnahme (Jahr) | Schiffspassagen (Anzahl, 2012) | Gütertonnen (Mio., 2012) | Ladung pro Schiff (Tonnen, 2012) | Quelle  |
| --------------------- | ------------------- | --------------------- | ------------------------------ | ------------------------ | -------------------------------- | ------- |
| Amsterdam-Rhein-Kanal | 072,0               | 1952                  | 87.000                         | 164,0                    | 01.885                           | [ 139 ] |
| Nord-Ostsee-Kanal     | 098,6               | 1895                  | 34.879                         | 104,0                    | 02.983                           | [ 140 ] |
| Panamakanal           | 081,6               | 1914                  | 14.544                         | 221,6                    | 15.233                           | [ 141 ] |
| Suezkanal             | 193,3               | 1869                  | 17.225                         | 739,9                    | 42.956                           | [ 142 ] |

Anmerkungen: ohne Sport- und Kleinfahrzeuge
Im Jahr 2012 betrug die transportierte Gesamtgütermenge gut 104 Millionen Tonnen bei 34.879 Schiffen, die den Nord-Ostsee-Kanal befuhren. Die Gesamt-Bruttoraumzahl betrug 2012 knapp 166,135 Mio. BRZ. Zum Vergleich: Zehn Jahre früher, also im Jahr 2002, wurden bei einer Gesamt-BRZ von rund 103,5 Mio. mit 38.500 Schiffen nur 64,6 Mio. Tonnen Ladung befördert. Das zeigt einen Trend zu größeren Schiffen, die den Kanal befahren.

## Weblinks

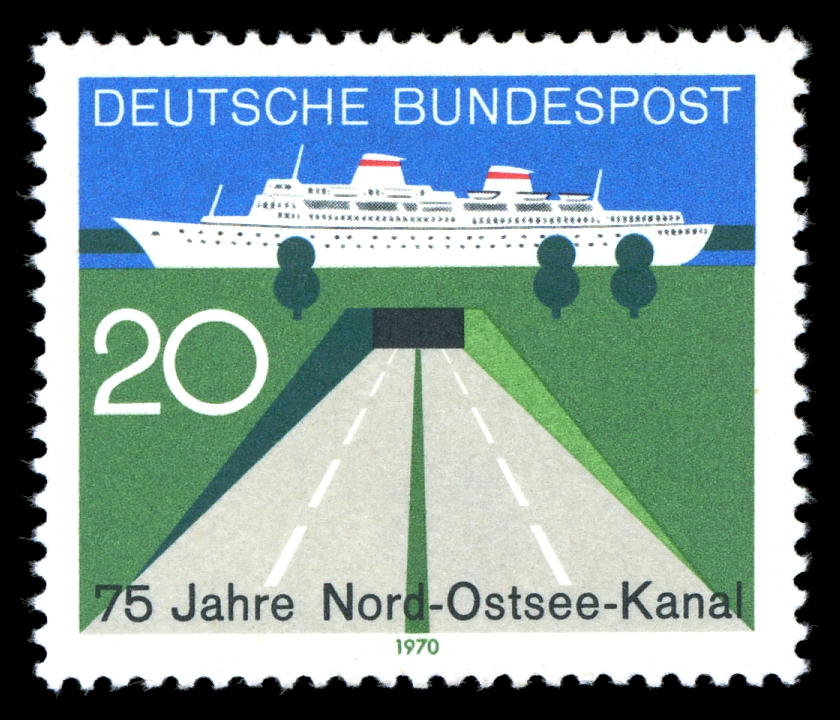
Deutsche Briefmarke von 1970 anlässlich 75 Jahre Nord-Ostsee-Kanal, abgebildet ist der Kanaltunnel Rendsburg mit einem Passagierschiff